# Juan van der Hamen
Juan van der Hamen y León, né le 8 avril 1596 (baptême) à Madrid où il meurt le 28 mars 1631 , est un peintre baroque espagnol de l’âge d’or.
Issu d'une famille d'origine flamande, il sert, ainsi que son père, dans la garde flamande des archers du roi d'Espagne. En 1615, il complète sa formation artistique, peu connue, et ouvre son atelier. La nature morte devient très tôt son pilier artistique et financier. En 1619, il est nommé à la cour d'Espagne, où il cherche à être reconnu comme portraitiste et peintre d'histoire afin d'augmenter ses chances d'être nommé peintre de la cour. En 1627, il postule sans succès pour ce poste. Juan van der Hamen décède à l'âge de 35 ans à une époque où il se consacre à divers genres picturaux, y compris la peinture de paysage autonome.
Van der Hamen y León est surtout connu pour ses natures mortes, derrière lesquelles s'effacent les autres facettes de son œuvre. En fait, il est également reconnu par ses contemporains pour ses portraits et sa peinture d'histoire. Dans les années 1620, il joue un rôle déterminant dans la vulgarisation de la nature morte en tant que genre artistique à la cour de Madrid et au-delà. Après Sánchez Cotán, Juan van der Hamen y León a eu une influence majeure sur ce genre en Espagne, l'enrichissant de natures mortes de fleurs et de guirlandes, ainsi que d'allégories et de nouvelles formes de composition. Déjà dans la réception contemporaine de l'art baroque en Espagne, van der Hamen est principalement perçu comme un peintre de natures mortes, qui devient encore plus important dans la période qui suit. Ce n'est qu'à partir du milieu du xxe siècle que ses portraits et peintures historiques commencent à faire l'objet de recherches.

## Biographie

### Famille

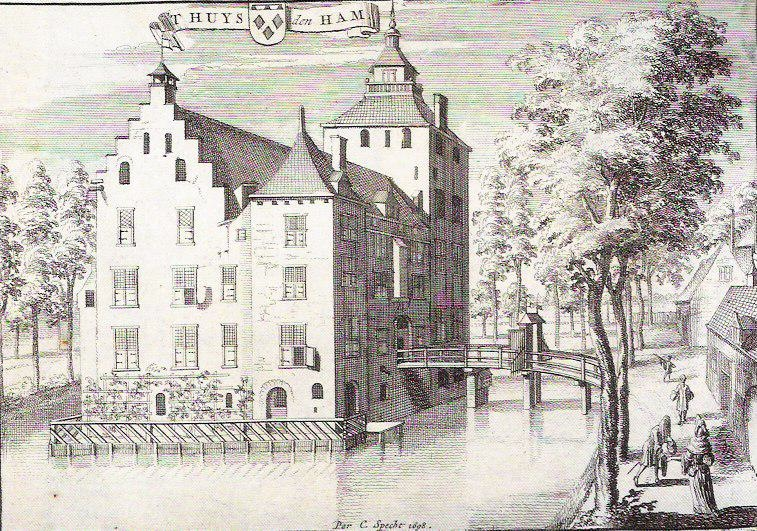
, Gravure des armoiries de van der Hamen et Huis ten Hamme, 1698, Archives à Utrecht

La famille van der Hamen est originaire du nord des Pays-Bas, près d'Utrecht, mais une branche s'est aussi installée à Bruxelles. Le père de Juan van der Hamen y León, Jehan van der Hamen, est né à Bruxelles et a servi comme soldat dans la campagne portugaise du roi Philippe II entre 1581 et 1583. Le 4 juin 1586, à l'âge d'environ 25 ans, il demande à l'Escurial la confirmation de ses origines chrétiennes, qu'il reçoit dès le lendemain. Dans la seconde moitié de l'année 1586, il devient membre de la Garde flamande des Archers et donc membre de la garde du corps du roi, à laquelle ses origines de petite noblesse flamande l'avaient légitimé. Peu de temps après son arrivée en Espagne, Jehan van der Hamen épouse Dorotea Whitman Gómez de León, la fille d'un autre archer royal, et par ce mariage, il était également lié à une famille espagnole du même rang. Le couple s'installe à San Andrés, le quartier flamand de Madrid. Dans la littérature plus ancienne sur la peinture espagnole, on supposait que Jehan van der Hamen était déjà peintre. Mais aucune preuve de cela ne peut être trouvée, sa carrière dans la Garde Flamande des Archers le montre plutôt comme un soldat de métier.

### Enfance et éducation
Juan van der Hamen y León a été baptisé le 8 avril 1596 en tant que troisième fils des van der Hamen. Ses frères Pedro et Lorenzo (es) ont également travaillé plus tard à la cour de Philippe III. Malgré son ascendance, Juan van der Hamen y León était probablement considéré comme espagnol par ses contemporains. Entre 1601 et 1606, Jehan van der Hamen et sa famille passent la plupart de leur temps à la cour de Valladolid. Le père meurt en 1612, alors que Juan van der Hamen est âgé de 16 ans.
Il y a peu d'informations sur la jeunesse et l'éducation de Juan van der Hamen y León. Les premières biographies supposaient qu'il avait d'abord été formé en flamand, puis adapté des éléments espagnols dans sa peinture, en utilisant son nom comme une indication. En effet, ses premières œuvres montrent Juan van der Hamen comme un peintre formé à l'art italien, ce qui correspond à la situation historique de l'Espagne de l'époque où, par exemple, sous Philippe II, des artistes italiens travaillent à la conception de l'Escurial. De nombreux artistes espagnols se sont également rendus en Italie, mais un tel voyage n'est pas documenté pour Juan van der Hamen. Ce qui est certain, c'est qu'il a fait ses études à Madrid. Il va de soi qu'il a appris des peintres qui travaillent à la cour et ont également de l'expérience à l'étranger. Cependant, il n'y a aucune preuve de qui a exactement enseigné et formé Juan van der Hamen. Il pourrait s'agir de personnalités artistiques de premier plan telles que Vicente Carducho, Eugenio Cajés ou Felipe Diricksen (en), qui appartient également aux archers flamands, ce que sa maîtrise du style de l'école de Madrid indique. En raison du manque de sources, cependant, une telle affectation ne peut être prouvée. En conséquence, il s'est probablement également formé auprès de Sánchez Cotán. Il termine probablement ses études en 1615.

### Début de carrière et nomination à la cour
Le 6 mars 1615, Juan van der Hamen y León demande au vicaire général de Madrid l'autorisation d'épouser Eugenia de Herrera Barnuevo, âgée de 17 ans. L'un des trois témoins de caractère est le peintre Francisco de Herrera, qui est peut-être lié à la mariée. Juan van der Hamen demande un mariage immédiat, car il doit quitter Madrid sans attendre pour une raison importante. Le mariage avec Eugenia de Herrera Barnuevo est rejeté par la famille de van der Hamen, qui espére un meilleur parti. Malgré cette résistance, il se marie le 7 mars. Immédiatement après le mariage, Juan van der Hamen quitte Madrid pour des raisons professionnelles, ce qui laisse penser qu'il a reçu une commande ou qu'il assiste un peintre établi. La durée exacte de son absence de Madrid n'est pas connue, mais son fils Francisco est baptisé le 23 mai 1616.
Entre 1615 et 1620, Juan van der Hamen y León installe son atelier. Bien qu'il travaille pour des clients, il vend également des peintures librement. Dans son atelier, il emploie d'autres peintres comme assistants, et vend leurs toiles de moindre qualité sous son propre nom. Au cours de ces années, il commence également à peindre des natures mortes, mais aucune œuvre ne peut lui être attribuée. Cependant, il doit déjà avoir développé ses compositions et se spécialiser dans certains objets, qui trouveront ensuite leur expression dans les œuvres connues à partir de 1621. Au cours de ces années, la jeune famille change plusieurs fois de lieu de résidence à Madrid. Elle a d'abord vécu à San Ginés (es), puis coup sur coup à Santiago (es) et Santa Cruz (es). Les liens de Juan van der Hamen avec San Andrés, le quartier flamand, se sont rompus après son mariage, la majorité des amis du couple étant espagnols.
En 1619, à l'âge de 23 ans, Juan van der Hamen y León est nommé à la cour d'Espagne à Madrid. À cette époque, il se tourne de plus en plus vers la nature morte. À la cour, van der Hamen rencontre probablement l'Italien Giovanni Battista Crescenzi, architecte et promoteur de la peinture naturaliste qui inspire le roi Philippe III d'Espagne, passionné de nature morte. L'acquisition d'un tel tableau par Juan Sánchez Cotán en 1618 et la nomination de van der Hamen sont probablement dues à son influence. Il possède également un certain nombre de natures mortes de Juan van der Hamen. Le premier achat par le roi d'une de ses natures mortes, destinée à compléter un ensemble de cinq natures mortes de Cotán que le roi avait acquises de la succession du cardinal Bernardo de Sandoval y Rojas en 1519 pour le pavillon de chasse du Pardo, est documenté pour l'année de sa nomination au tribunal. L'architecte Juan Gómez de Mora, qui s'est vu confier la conception du château, a été associé à van der Hamen tout au long de sa vie créative et a acquis des peintures de lui. Van der Hamen a également fait un portrait de lui, qui, avec celui du roi Philippe III, compte parmi ses œuvres les plus précieuses.

### Établissement en tant qu'artiste et à la cour

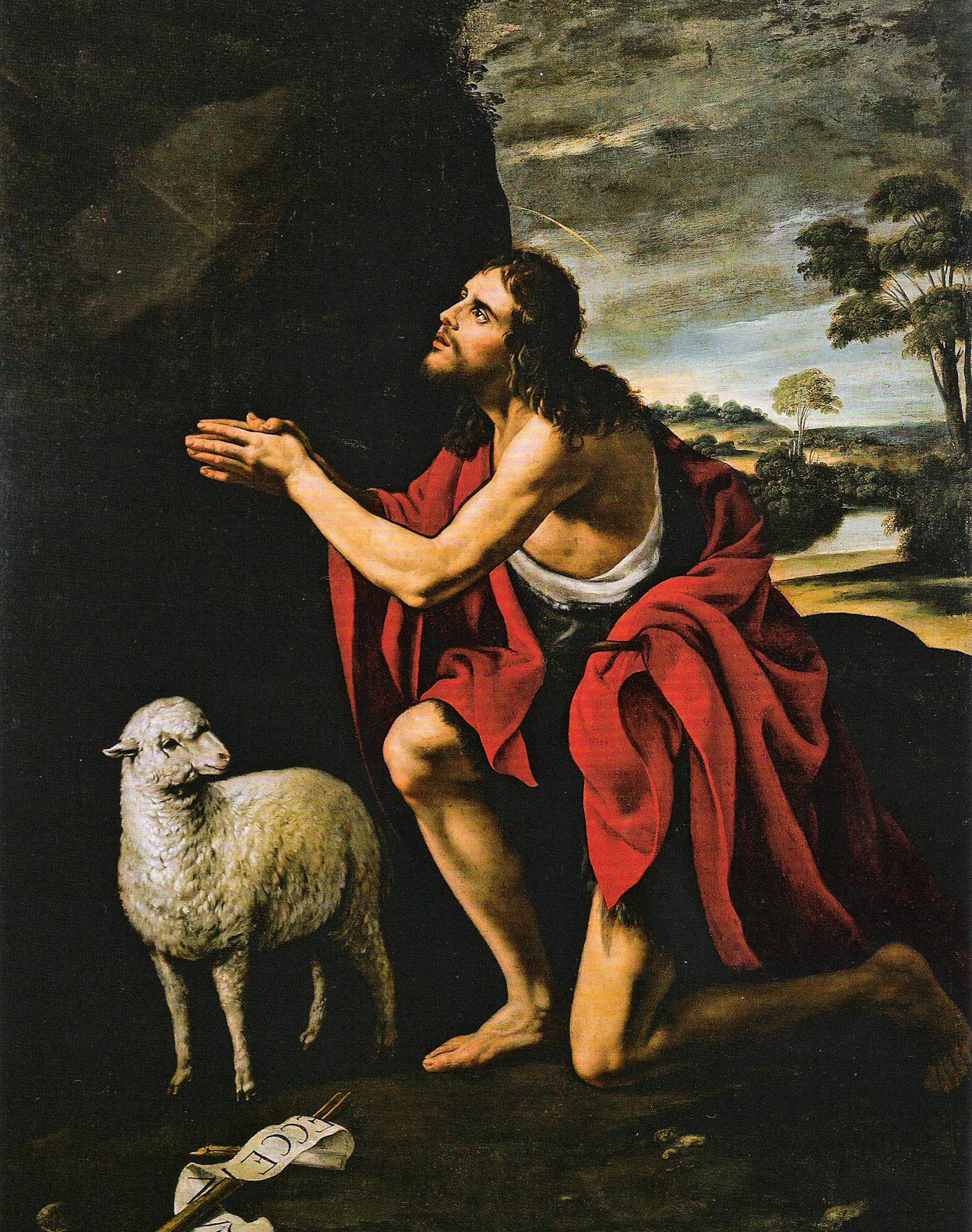
Juan van der Hamen y León,,, huile sur toile, 1620–1622, collection privée à Madrid

En conséquence, Juan van der Hamen y León devient le premier peintre important en Espagne à se concentrer sur la nature morte en tant que pilier commercial et à la considérer comme un sérieux défi artistique. Cette orientation de son travail a également montré sa connaissance du développement du marché de l'art dans d'autres parties de l'Europe, où dans les deux premières décennies du xviie siècle, la nature morte émerge en tant que genre pictural. Malgré cette ouverture vers les natures mortes, Juan van der Hamen ne veut pas s'en tenir à cela et s'efforce d'obtenir un poste de peintre d'histoire et de portrait reconnu, ce qui lui aurait donné la perspective d'être nommé peintre officiel de la cour. L'une de ses premières commandes de peintures à thème religieux provient de la riche chartreuse d'El Paular à Rascafría, près de Ségovie, et date d'environ 1619/1620. On ne sait pas si van der Hamen recevait également des commissions religieuses. Il a cependant peint d'autres peintures à thème religieux telles que San Isidro (de) et Jean le Baptiste en prière (de), qui ont toutes deux été peintes entre 1620 et 1622. Les premières natures mortes signées et datées par Juan van der Hamen datent de 1621 et sont encore connues aujourd'hui.
Après la mort de son père, Philippe IV est proclamé roi le 2 mai 1621. Sous le nouveau roi, Juan van der Hamen semble avoir de bonnes perspectives en tant que jeune artiste. Il tente d'être accepté dans la Garde flamande des archers. En avril 1621, il atteint l'âge de 25 ans requis pour être admis, mais il n'y a pas de poste vacant. Le 1er janvier 1622, van der Hamen succède à Gaspar de Mollegien ; cependant, lorsque ce dernier reprend du service, van der Hamen perd à nouveau le poste. Le 25 septembre 1622, se référant à sa tradition familiale, il postule à la prochaine vacance de la Garde et est accepté en janvier 1623. Faisant partie des gardes du corps du jeune roi, Juan van der Hamen peut accéder librement au palais, ce qui se reflète dans le style courtois de ses peintures. Peu de peintures que nous connaissons aujourd'hui ont été réalisées au cours de sa première année dans son nouveau poste, ce qui serait dû au fait que la Garde était particulièrement occupée après la visite de six mois du prince de Galles Charles Stuart.
En 1622, la première fille de van der Hamen, María, est née. À cette époque, il vit dans le quartier de Santiago où la famille loue à l'orfèvre Juan de Espinosa près du Palacio Real. Durant les deux premières années du règne de Philippe IV, Juan van der Hamen y León se consacre particulièrement aux natures mortes et crée des œuvres qui continueront à façonner la peinture espagnole. Elles contribuent à sa renommée et à sa sécurité financière, même s'il ne s'est volontairement pas limité aux natures mortes. En 1622, il commence à peindre des portraits, ce qui est l'un des piliers de ses ambitions à la cour. En plus des œuvres commandées par des aristocrates et des courtisans, il peint la série Los ingenios literaros. Cette série de plus de 20 peintures documente la connexion à diverses figures littéraires qui s'est établie par l'intermédiaire de son frère Lorenzo, collaborateur de Lope de Vega. D'une part, cette série a assis la réputation artistique de van der Hamen, et d'autre part, les personnes représentées ont loué ses compétences. Au milieu des années 1620, Juan van der Hamen est donc un artiste à succès et établi. Le 26 octobre 1624, il accepte Antonio Ponce (en) (1608-1677), son seul élève connu, dont le contrat de trois ans a survécu. À partir de 1628, après avoir terminé son apprentissage, Ponce se lie même à la nièce de van der Hamen, Francisca de Alfaro, en l'épousant. Il adopte les coups de pinceau de son professeur lors de la représentation d'objets, mais exagère souvent le modelage des plantes, leur donnant un aspect dur.

### Vers une plus grande reconnaissance à la cour
Juan van der Hamen gagne bien sa vie grâce à sa position à la cour. En tant que membre de la garde de tir à l'arc, Juan van der Hamen reçoit 159 reales par mois, ainsi qu'un logement, des soins médicaux gratuits, des rations de pain et une pension. Avec ces avantages, il est mieux loti que les peintres de la cour jusqu'à Vélasquez, alors que leur revenu de base est au même niveau. La deuxième fille de l'artiste, Ana María, est baptisée le 29 juin 1623, mais elle meurt peu de temps après.

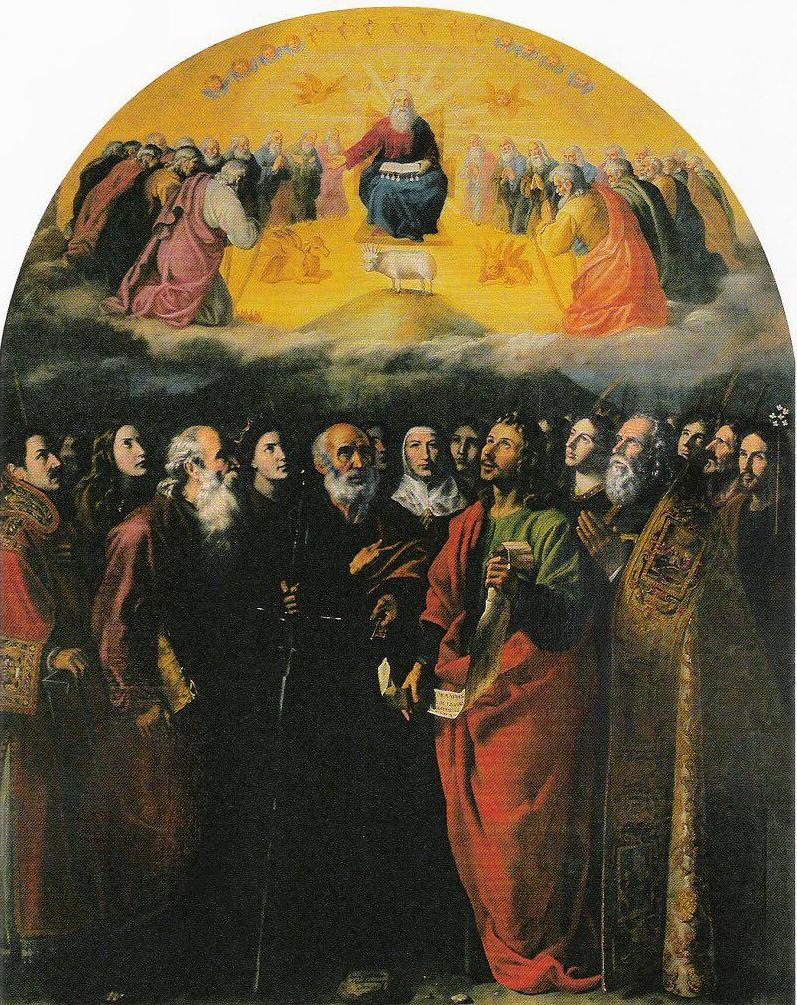
Juan van der Hamen y León, L'Adoration de l'Agneau Apocalyptique,, huile sur toile, 1625, monastère de l'Incarnation de Madrid.

En 1625, la famille déménage chez la belle-sœur veuve, qui vit également dans le quartier de Santiago, où Juan van der Hamen vivra jusqu'à sa mort. Peu de temps auparavant, il a peint quelques tableaux pour le monastère des Trinitaires chaussés de Madrid (es), dont la construction a commencé peu avant la fin du règne de Philippe II. On ne sait plus quels tableaux sont peints par Juan van der Hamen, mais ils étaient liés à ceux peints par Eugenio Cajés, un peintre très respecté à la cour. Cette commande a peut-être chevauché son travail pour le monastère de l'Incarnation, pour lequel Juan van der Hamen a réalisé une série de peintures datant de 1625. Son œuvre la plus importante pour ce monastère était L'Adoration de l'Agneau Apocalyptique, placée dans la chapelle donnée par la comtesse de Miranda. Alors que Juan van der Hamen travaille sur cette commande, il rencontre probablement le théoricien de l'art Francisco Pacheco del Río. Celui-ci déclare plus tard que van der Hamen n'était pas satisfait de sa renommée en tant que peintre de natures mortes et du manque d'attention que reçoivent ses autres œuvres. Il a probablement vu cette évaluation comme contraire à ses efforts pour s'établir davantage à la cour. Néanmoins, ses portraits étaient également appréciés à l'époque.
L'un des plus grands mécènes de Juan van der Hamen à la cour est Jean de Croÿ, comte de Solre et capitaine de la garde royale des archers. Il possède des jardins où van der Hamen peut étudier les plantes et collectionner des peintures. Il est ouvert à de nouveaux genres tels que la peinture de paysage et la nature morte. Bien que seules quelques peintures puissent être attribuées avec précision, il est considéré comme certain que le comte de Solre possédait un grand nombre d'œuvres de Juan van der Hamen, y compris probablement des paysages, vers lesquels van der Hamen s'est tourné vers la fin de sa vie. Un autre mécène est Diego Mexía Felípez de Guzmán, le marquis de Leganés (nl), qui possédait sans doute la plus grande collection d'œuvres de van der Hamen, y compris certaines de ses meilleures peintures. Bien qu'il n'y ait aucune trace des achats et de la relation entre le peintre et le mécène, la taille de la collection suggère un lien plus étroit entre les deux. Le marquis étant un mécène influent qui conseille jusqu'au roi, il a très probablement favorisé la poursuite de l'ascension de van der Hamen.
À la cour, il existe une certaine rivalité entre Diego Velázquez et Juan van der Hamen. Alors que Velázquez est principalement soutenu par Pacheco, le cardinal Francesco Barberini semble soutenir van der Hamen lors de son séjour en Espagne en 1626. Il fait faire des portraits par les deux peintres et, comme le documente Cassiano dal Pozzo, préfére le travail de van der Hamen. De plus, Juan van der Hamen y León reçoit le soutien de Juan Gómez de Mora, qui travaille dans l'administration royale et est associé au peintre depuis sa première commande à la cour en 1619. Selon Pacheco, Velázquez a eu le privilège d'être le seul à représenter le roi et sa reine, mais van der Hamen a également réalisé de tels portraits d'après les peintures de son concurrent. Juan van der Hamen a brigué en vain le poste de peintre de la cour en 1627 après la mort de Bartolomé González, qui laissait un des quatre postes officiels de peintre de la cour vacant. Le 5 novembre 1627, il s'inscrit au concours auquel participent onze autres peintres et dont les juges sont les trois peintres de cour Velázquez, Carducho et Cajés. Antonio de Lanchares (es) en sort vainqueur, mais ne peut occuper le poste en raison des problèmes financiers du roi. Van der Hamen n'a probablement pas obtenu le poste parce qu'il est surtout connu pour ses natures mortes. Cependant, ayant déjà acquis une plus grande renommée en tant que portraitiste et étant devenu un dangereux rival pour Velázquez, il est également possible qu'il y ait eu des raisons tactiques à son omission.

### Dernières années de vie et de mort

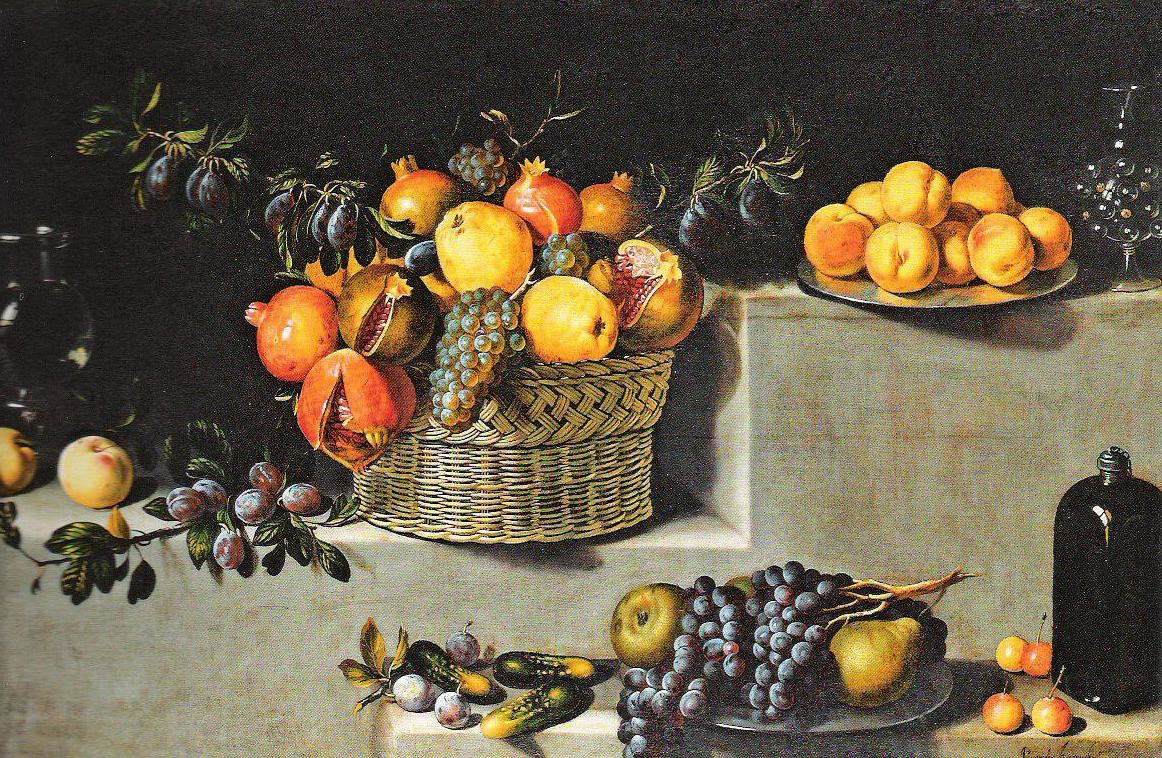
Juan van der Hamen y León, Nature morte avec fruits et verrerie,, huile sur toile, 1629, Williams College Museum of Art de Williamstown, Massachusetts

La popularité de la peinture flamande augmente grâce à la présence de Pierre Paul Rubens à la cour d'Espagne en 1628 et 1629. Velázquez en particulier a pu s'affirmer dans ce climat changeant, mais Juan van der Hamen a également réussi à recevoir des commandes royales. Il peint deux tableaux pour la décoration de l'appartement du roi dans sa résidence d'été. Dans la grande antichambre de la chambre royale, deux peintures de van der Hamen, les seules de la main d'un Espagnol, accompagne des peintures flamandes. Cette commande a probablement également été négociée par Juan Gómez de Mora. Au total, van der Hamen a pu vendre trois tableaux au roi, pour lesquels un prix d'achat total de 3 000 reales est indiqué dans les documents. L'un des tableaux est Garçon portant un bol de fruits, qui a rapporté 1 100 reales, le même prix que Le Triomphe de Bacchus de Velázquez, son premier tableau d'histoire acheté par le roi. Cela suggère que van der Hamen et Velázquez étaient considérés par leurs contemporains comme beaucoup plus égaux qu'ils ne le paraissent rétrospectivement.
À partir de 1628, Juan van der Hamen se tourne vers de nouvelles formes picturales. Il introduit le motif de la guirlande de fleurs dans la peinture espagnole et est l'un des premiers Espagnols à peindre des natures mortes et des paysages floraux autonomes. Au-delà du motif, van der Hamen innove aussi en utilisant des plaques de cuivre et des panneaux de bois comme supports de ses peintures, et en peignant des formats octogonaux et ronds. Il continue à travailler dans le milieu de la cour. Il réalise, pour le monastère royal de San Gil (es), le tableau La Vierge présentant l'Enfant Jésus à Saint François, que l'écrivain d'art Antonio Palomino de Castro y Velasco décrit, près d'un siècle plus tard, comme en avance sur son temps. À la fin des années 1620, van der Hamen peint non seulement pour le roi, mais aussi pour son frère le cardinal Ferdinand, archevêque de Tolède. Patron du monastère Santa Isabel de los Reyes (es) en 1630 et 1631, c'est probablement lui qui commande le tableau La Vierge apparaissant à Saint François de Juan van der Hamen. De plus, van der Hamen réalise des travaux pour la Galería del Infante, mais ne peut les terminer à cause de sa mort. Les quatre tableaux qu'il a réalisés pour cette commande valaient au total 100 980 maravédis (environ 290 ducats).
Au cours des trois premiers mois de 1631, Juan van der Hamen est très actif. Il vend des œuvres et travaille sur d'autres, comme le suggère le grand nombre d'œuvres inachevées. Le 3 février, il accepte la commission de dresser l'inventaire d'un héritage, mais ne peut plus le faire. Le 28 mars 1631, Juan van der Hamen y León meurt subitement. La cause du décès et une éventuelle maladie ne sont pas connues, il n'a pas eu le temps de rédiger une dernière volonté, de se confesser et de recevoir les derniers sacrements. Le 4 avril, sa veuve, Eugenia de Herrera, commande un inventaire des biens de son mari. Il a fallu plusieurs mois pour le créer ; il comprend des peintures, des modèles en plâtre, des armes, des meubles, des tapisseries, des livres, de l'or, de l'argent et des bijoux. L'atelier contenait 150 peintures, dont seulement une petite partie étaient des natures mortes. Il comprenait également 900 gravures qui ont probablement servi de modèles. Alonso Pérez de Montalban s'est occupé des intérêts des enfants mineurs.

## Œuvre

### Natures mortes
Environ 70 natures mortes de Juan van der Hamen y León sont connues, dont environ la moitié ont été créées entre 1621 et 1622. Les premières œuvres datées font référence à l'année 1621, mais van der Hamen doit avoir réalisé de telles peintures avant cela, car il utilisait déjà sa structure de composition et ses éléments picturaux typiques. En plus des natures mortes classiques, van der Hamen a également peint des formes mixtes telles que des peintures avec des éléments de nature morte, dont l'accent principal était sur la représentation allégorique, ou des guirlandes de fleurs qui entouraient un autre motif. Ce sont ces derniers, surtout, qui représentent une innovation dans la peinture espagnole.
Juan van der Hamen y León a introduit deux nouvelles formes de composition dans la nature morte espagnole : le principe de composition symétrique et la composition à trois niveaux. Tous deux remontent à des modèles antiques, qu'il a peut-être connus par l'intermédiaire du collectionneur italien d'art et d'antiquités Cassiano dal Pozzo ou via Giovanni Battista Crescenzi. Dans l'ensemble, Juan van der Hamen n'a pas tellement suivi Juan Sánchez Cotán dans ce genre, mais a plutôt reçu des peintres de natures mortes d'autres parties de l'Europe et, en optant pour ce genre, a également poursuivi des intérêts plus commerciaux. Il connaissait les natures mortes d'Italie, de Flandre et des Pays-Bas, qui se trouvaient dans les collections espagnoles, et s'est tourné vers leur style de représentation, qui contrastait avec Velázquez et ses images moralisatrices et anecdotiques, qui montraient également des personnes.

#### Débuts

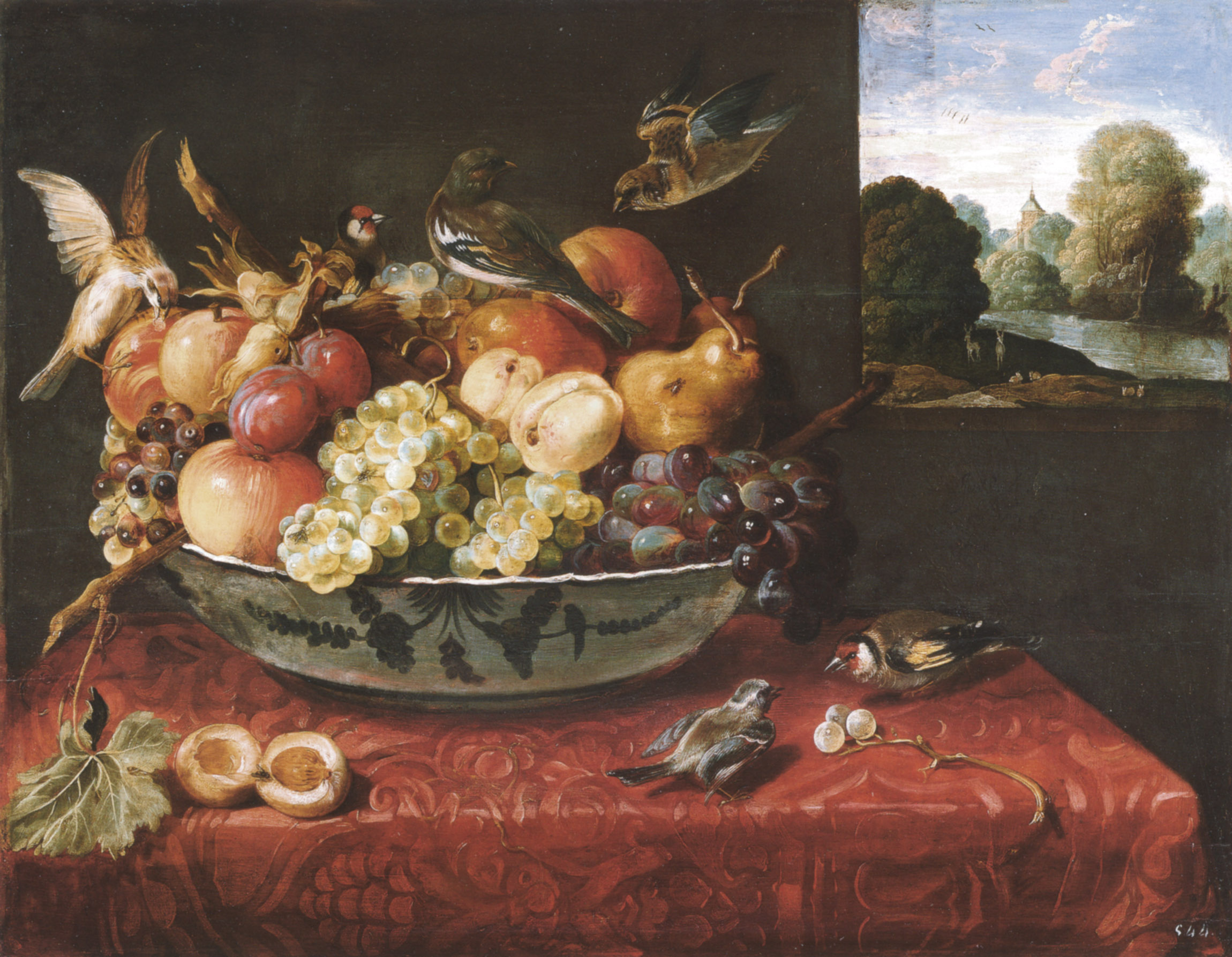
Juan van der Hamen y León,,, huile sur toile, 1621, Escurial

Selon l'historien de l'art Felix Scheffler, la première nature morte connue de Juan van der Hamen y León est Nature morte avec un bol de fruits, des oiseaux et une vue depuis une fenêtre (de) de 1621, qui formait une paire avec une peinture du même nom de 1623. Il s'agissait d'une copie d'une nature morte du même titre du peintre flamand Frans Snyders. Van der Hamen a également utilisé Snyders dans d'autres motifs. Ainsi le tableau Nature morte aux fruits et sucreries avec des singes, probablement achevé par son atelier, est apparenté au tableau Fruit, singe et oiseau de Snyders. Les singes ne sont pas copiés, mais leur représentation espiègle est empruntée aux Flamands. Dans d'autres natures mortes, Juan van der Hamen rompt un peu avec les modèles flamands, par exemple en remplaçant la porcelaine chinoise populaire aux Pays-Bas par un panier en osier tressé et en montrant des fruits suspendus inspirés de Sanchez Cotán à côté de l'arrangement du bol. En 1622, il acheva la peinture au format vertical Nature morte avec grappe de raisin et chardonneret suspendus, qui, avec son fond sombre et indifférencié, le fruit suspendu sans attache visible et l'étagère en pierre angulaire, s'inspirait clairement des éléments typiques de la nature morte espagnole de Cotán.

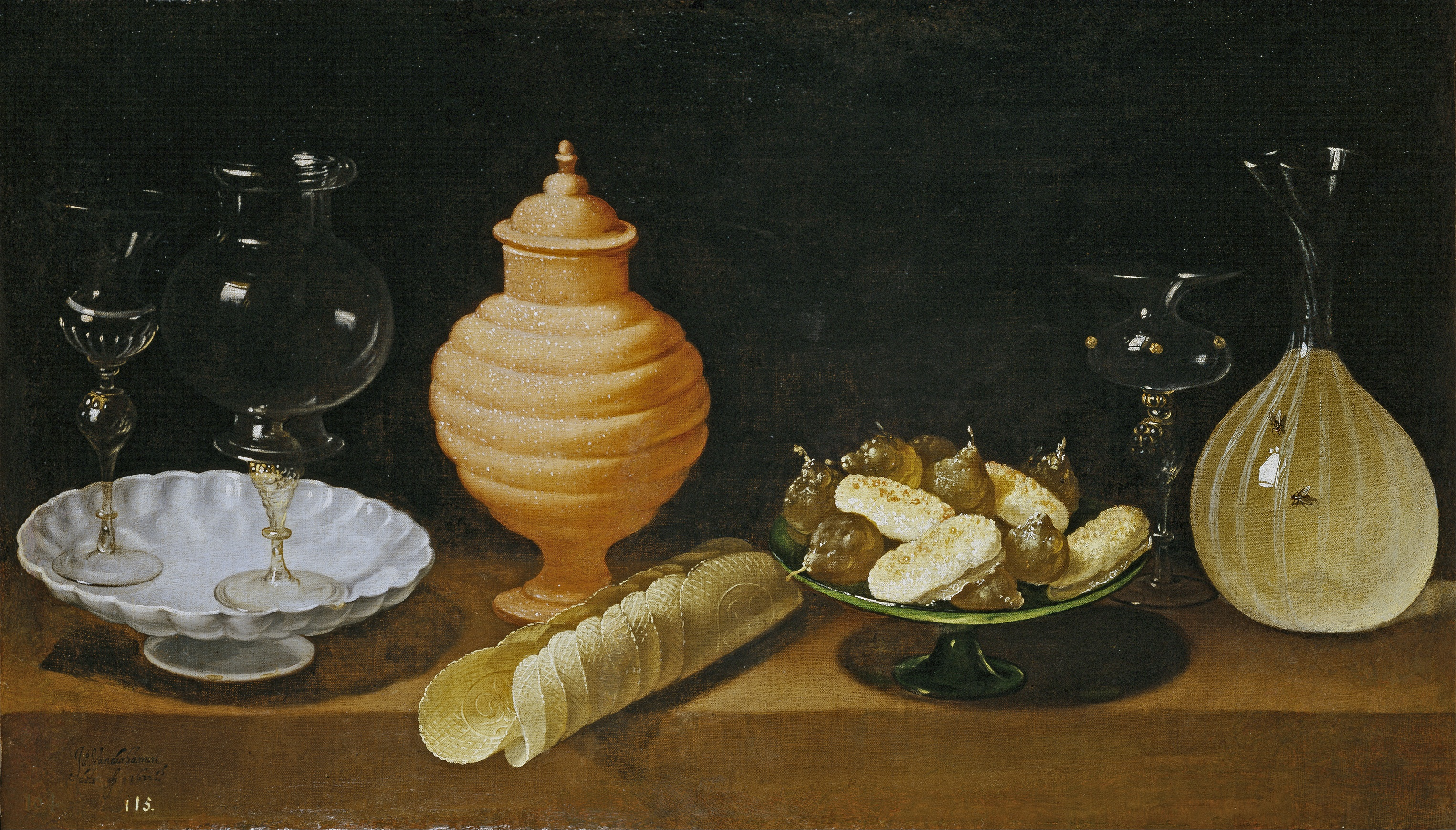
Juan van der Hamen y León,,, huile sur toile, 1622, musée du Prado de Madrid.

Mais il est allé au-delà et a développé son propre style, qu'il a adapté aux conditions de la cour. Bien qu'il ait principalement peint des fruits, des légumes et du gibier, il a également donné aux images une apparence de luxe, par exemple en représentant de la verrerie. Il a également exposé des céramiques de Talavera de la Reina, des céramiques mexicaines, de la porcelaine chinoise et de l'argenterie. Van der Hamen a également introduit la culture alimentaire raffinée du sucre comme sujet de la peinture espagnole. Ce faisant, il a également rompu avec la simple représentation des fruits et autres marchandises à l'état naturel et les a montrés, par exemple, conservés, dénaturés et uniquement identifiables par l'emballage. Dans Nature morte aux tourons (de) de 1622, Juan van der Hamen renonce à disposer les objets parallèlement au tableau et place un verre et un bol au-dessus d'une boîte en aggloméré contenant de la pâte de fruits pour mieux exploiter l'espace pictural. Ce faisant, il anticipait déjà ses compositions en trois étapes des années suivantes. De plus, l'image est dominée par un nombre inhabituel de formes angulaires.
Van der Hamen a développé des principes de composition qu'il a souvent répétés sous une forme légèrement modifiée. Le premier est le principe des paniers, boîtes et bonbonnières, le second est la disposition autour d'un grand bol en verre vénitien vert et le troisième est la composition avec des paniers remplis de petits pois et de cerises. Un exemple de la composition avec la trisection symétrique autour du bol en verre vénitien avec la tête d'un faune est l'image Nature morte avec bol de fruits et raisins suspendus de 1622. L'influence des modèles allemands ou hollandais était nettement plus faible dans ces images que dans les modèles antiques, dont les échos dans la recherche ont été prouvés.

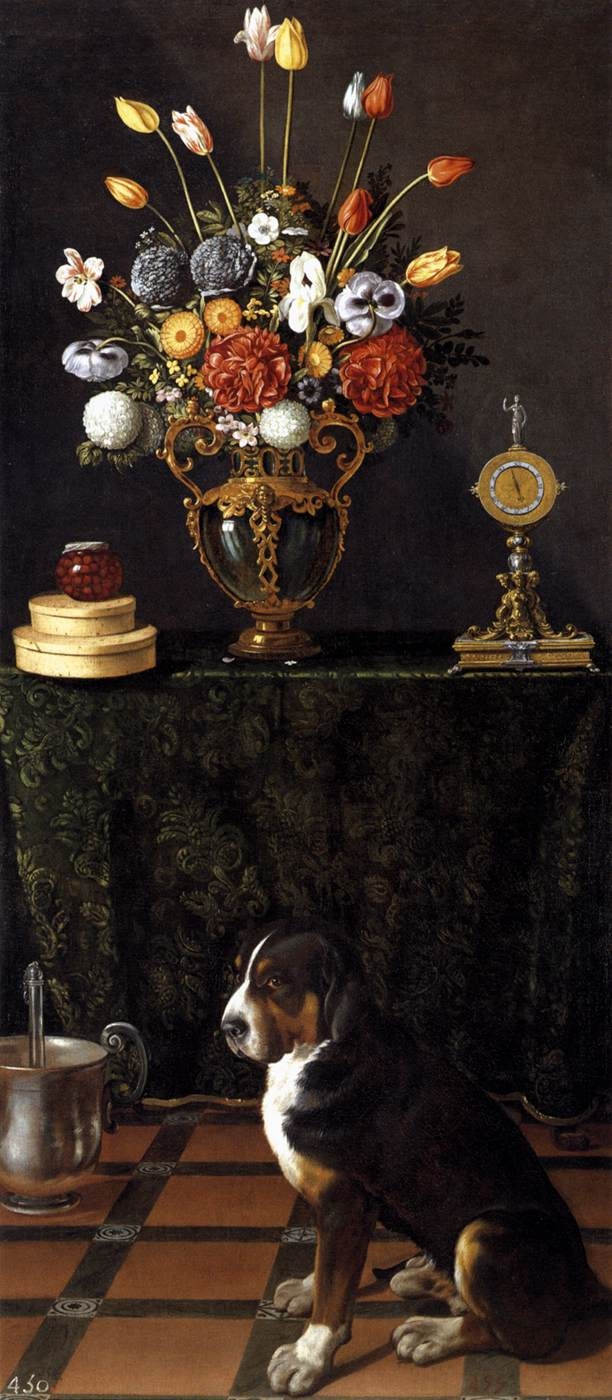
Juan van der Hamen y León, Nature morte au vase de fleurs et au chien,, huile sur toile, vers 1625, musée du Prado de Madrid.

Deux des peintures de Juan van der Hamen qui se démarquent de la production espagnole de natures mortes sont le couple de Natures mortes avec des vases de fleurs, un chien et des chiots jouant au ballon, du milieu des années 1620. Ils étaient commandés par Jean de Croÿ, capitaine des gardes du corps du roi d'Espagne, et encadraient une porte ou étaient même placés sur les battants de porte. Conceptuellement, il s'agissait de trampantojos, de trompe-l'œil qui prolongeaient le carrelage catalan dans l'image. La composition suit la structure symétrique tripartite typique de nombreuses œuvres de Juan van der Hamen, mais dans ce cas, elle est monumentalement exagérée par la hauteur des bouquets, qui dominent clairement l'encadrement des boîtes en aggloméré, des confiseries, de l'horloge de table française et des verres vénitiens. Les portraits de chiens dans la moitié inférieure de l'image existent indépendamment des natures mortes de table. Les chiens de montagne suisses placent les peintures directement dans un contexte courtois, car ces images de chiens étaient généralement montrées dans des portraits de nobles. Les deux bouquets tentaculaires sont les premiers exemples de la peinture de fleurs d'inspiration flamande en Espagne. Les fleurs ne sont pas peintes d'après nature, mais proviennent de différentes périodes de floraison et ont été composées librement en fonction des contrastes de couleurs et de formes et du remplissage de l'image : ainsi, les bouquets sont en fait trop grand pour les ouvertures des vases. Les fleurs individuelles, comme le tournesol, font également référence à leurs propres études de la nature dans leur exécution détaillée.

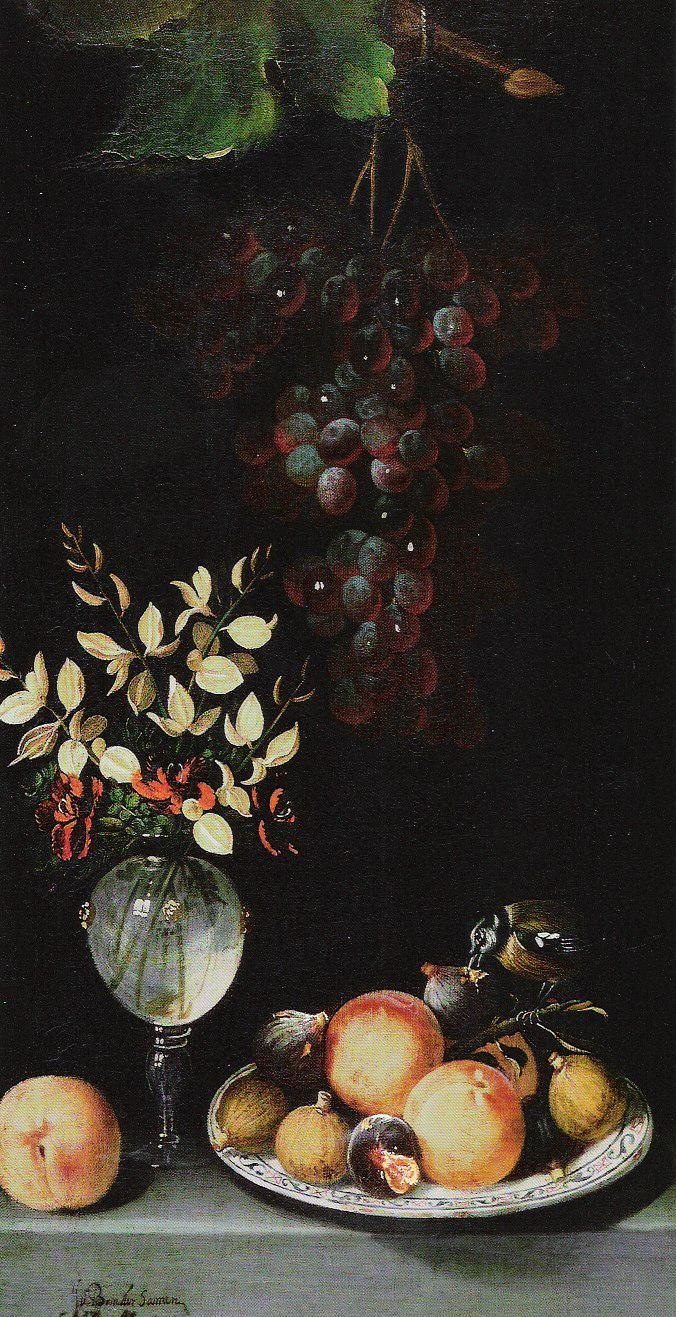
Juan van der Hamen y León, Assiette de fruits, raisins suspendus et vase à fleurs, 78 × 41 cm, huile sur toile, 1622, Académie royale des Beaux-Arts Saint-Ferdinand de Madrid.
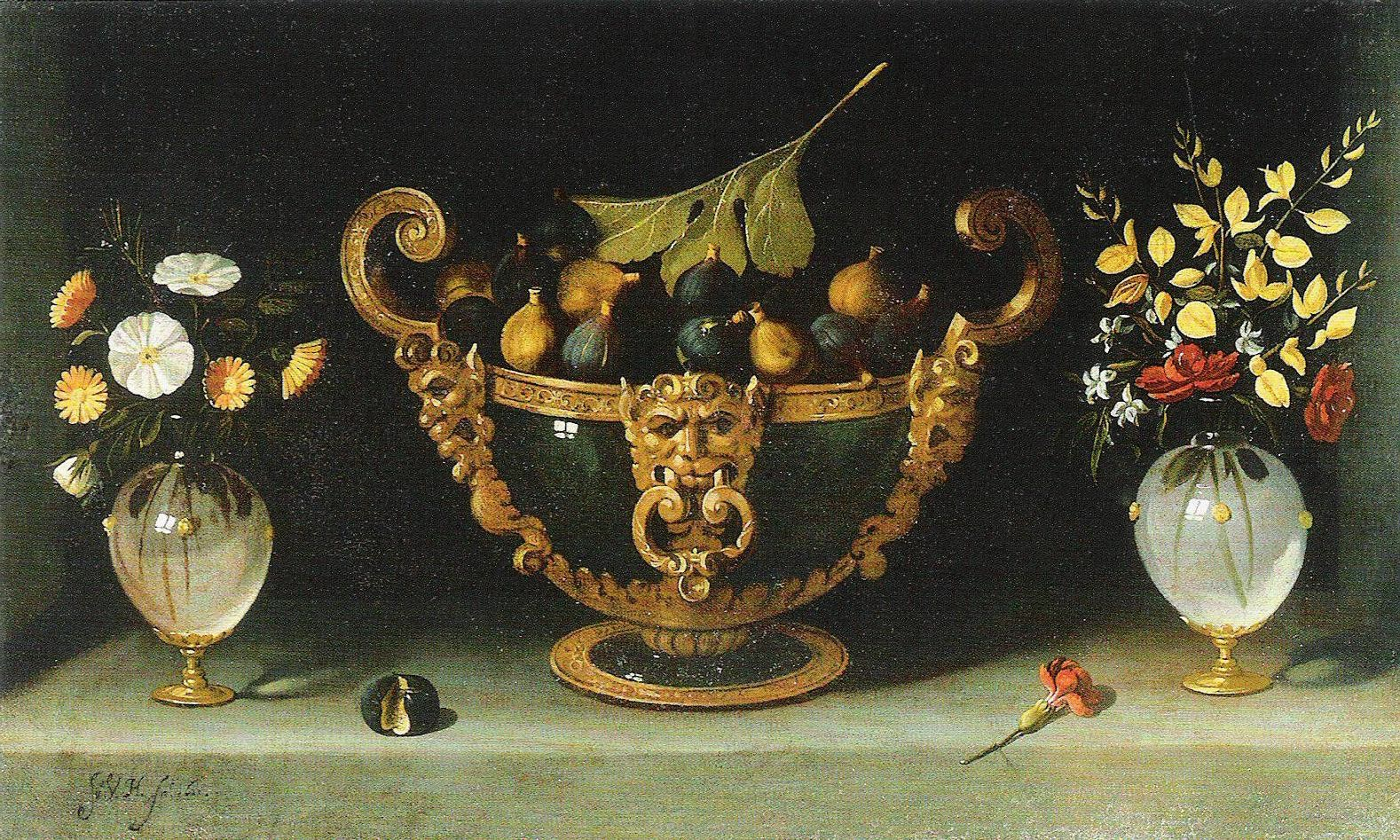
Juan van der Hamen y León, Grand bol de fruits avec des figues et des vases de fleurs, 57 × 95 cm, huile sur toile, 1623, collection privée.
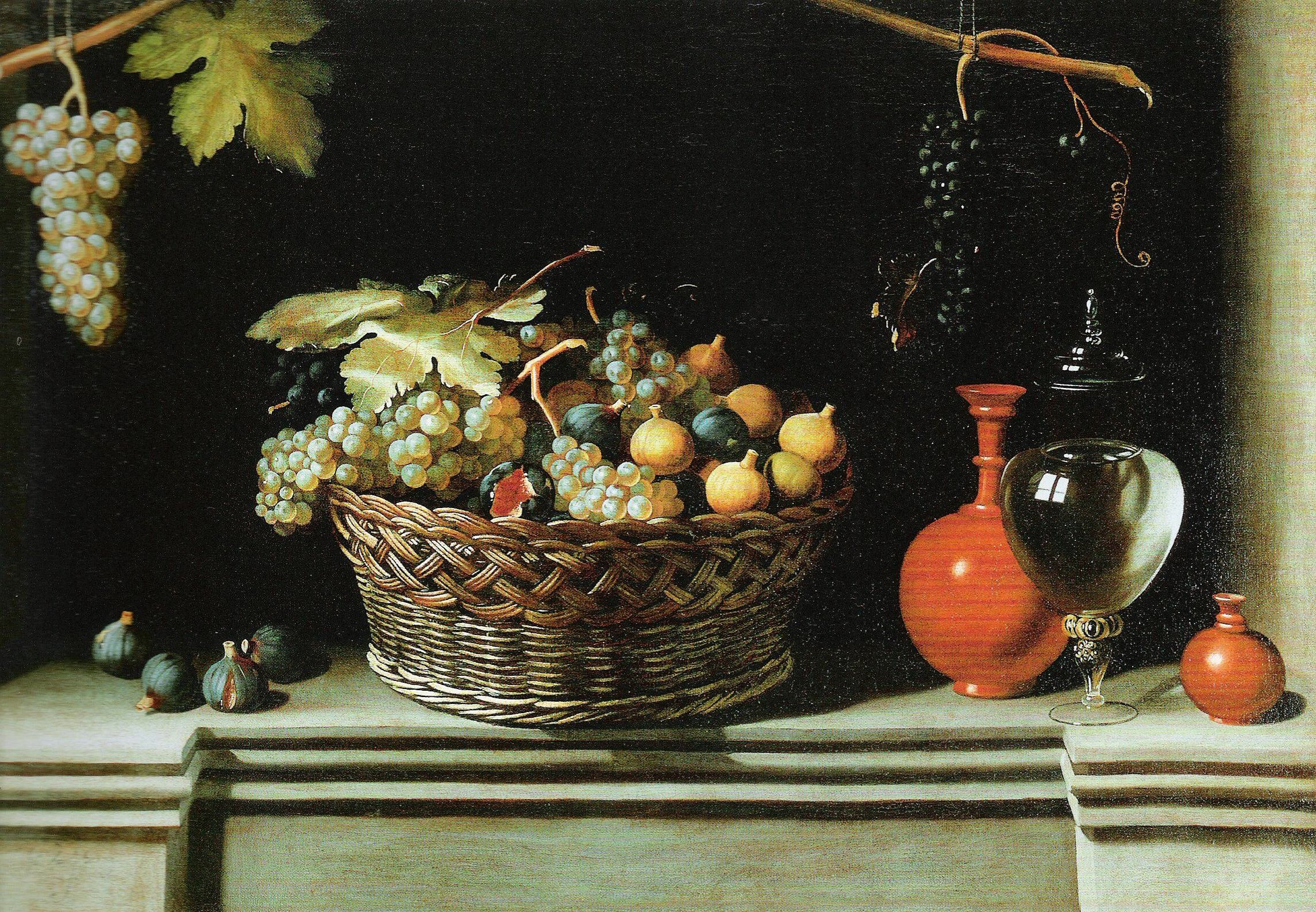
Juan van der Hamen y León, Corbeille de fruits avec raisins suspendus et vases en terre cuite et en verre, 66,5 × 103,5 cm, huile sur toile, 1623, collection privée à Paris.
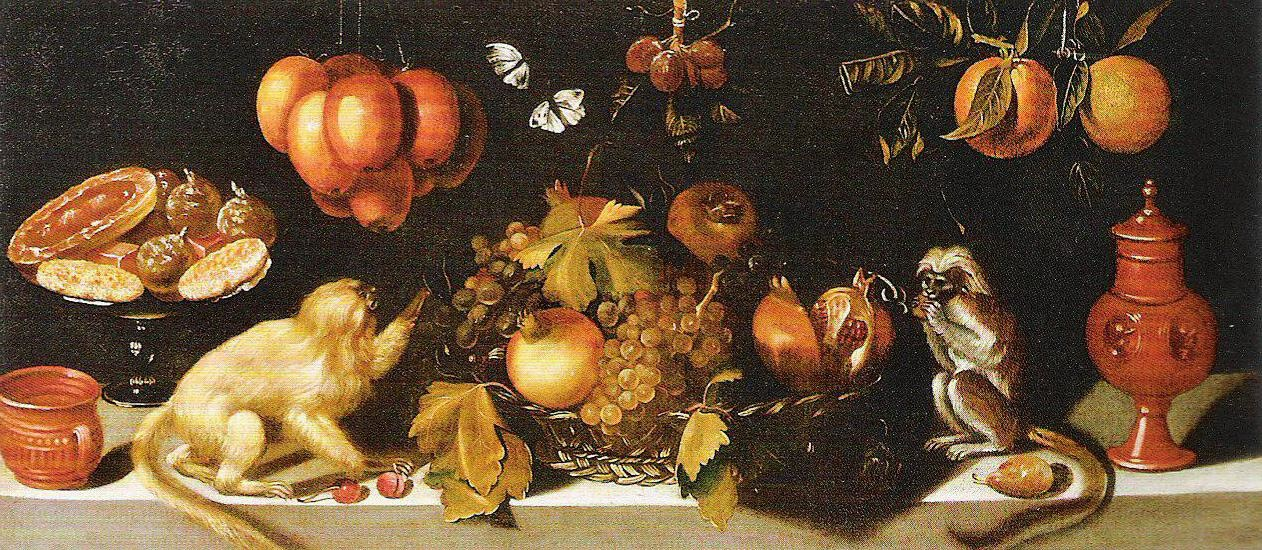
Juan van der Hamen y León (atelier ?), Nature morte aux fruits, bonbons et singes, 54,5 × 121,5 cm, huile sur toile, collection privée.

#### Évolution

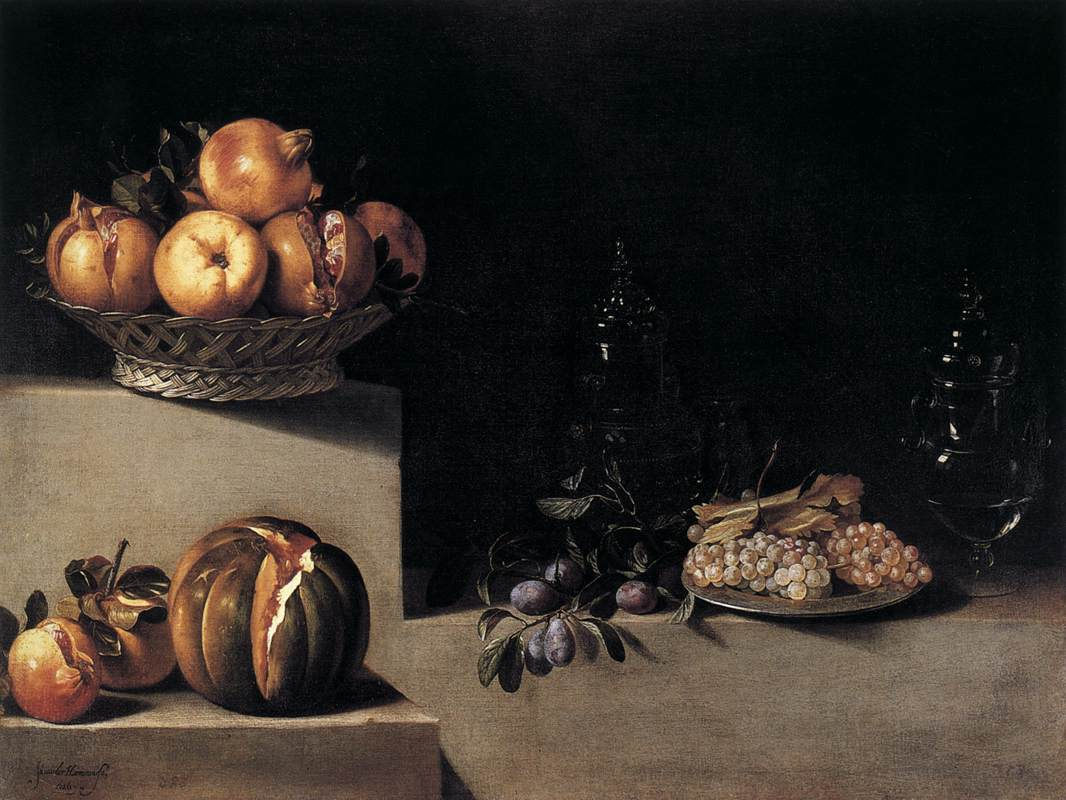
Juan van der Hamen y León, Nature morte aux grenades et verre précieux,, huile sur toile, 1626, Musée des Beaux-Arts, Houston.

En 1626, Juan van der Hamen y León a introduit le type de composition en trois étapes dans la nature morte espagnole avec sa peinture Nature morte aux grenades et au verre précieux. Avec la représentation à différents niveaux de hauteur devant un fond neutre, il avait l'intention de montrer autant d'objets que possible en pleine vue sans se chevaucher. Outre la fonction de présentation des objets, cette forme de composition restructure également l'espace pictural. Hamen y León a utilisé ce type de peinture jusqu'à sa mort. Les images se caractérisent par le contraste de couleur entre les marches en pierre grise et les objets représentés, ainsi que par le contraste des marches massives, dures et carrées avec les formes rondes et organiques. Ce faisant, Juan van der Hamen n'adhérait parfois que très vaguement aux régularités de la perspective, ce qui confond le spectateur sur l'angle de vue et la vue des marches. La représentation courtoise ou le stockage et la présentation des marchandises dans les garde-manger et la décoration des vitrines étaient soupçonnés d'être à l'origine de l'émergence de ce type, mais les modèles antiques immanents à l'art sont beaucoup plus probables. La visite du cardinal Francesco Barberini, accompagné de Cassiano dal Pozzo, à la cour de Madrid s'inscrit dans un contexte particulier. Dal Pozzo a rencontré Juan van der Hamen y León et lui a peut-être montré des croquis d'anciens modèles romains. Giovanni Battista Crescenzi aurait également pu présenter ces modèles à van der Hamen. Une autre possibilité serait des mosaïques romaines qu'il aurait pu voir lui-même en Espagne. Comme dans ses premières natures mortes, van der Hamen a utilisé des objets récurrents, mais dans la plupart des cas, il a considérablement varié les compositions.
Deux de ses plus grandes natures mortes datent de cette période, la paire Natures mortes aux fleurs et fruits et Natures mortes aux fruits et verrerie, toutes deux peintes en 1629. Les deux images se caractérisent par leur magnifique mobilier et la virtuosité de la représentation. De nombreux éléments qui y sont utilisés se retrouvent dans d'autres peintures de van der Hamen. D'autres natures mortes plus petites qui ont également été créées à cette époque leur sont en partie empruntées.

Juan van der Hamen y León, Le petit-déjeuner à la fourchette,, huile sur toile, collection privée.

Ses natures mortes tardives incluent également celles qui avaient pour sujet des tables avec des meubles. Les exemples sont Le petit-déjeuner à la fourchette et Le casse-croûte, ce dernier daté de l'année de sa mort. Bien que l'image d'un buffet avec de la vaisselle et de la nourriture provienne de ses premiers travaux, les œuvres ultérieures sont composées beaucoup plus librement. Ces tableaux s'inscrivent dans la tradition des natures mortes de repas (de) d'Europe du Nord, comme celles peintes par Pieter Claesz, mais sont beaucoup plus réduits et moins opulents.

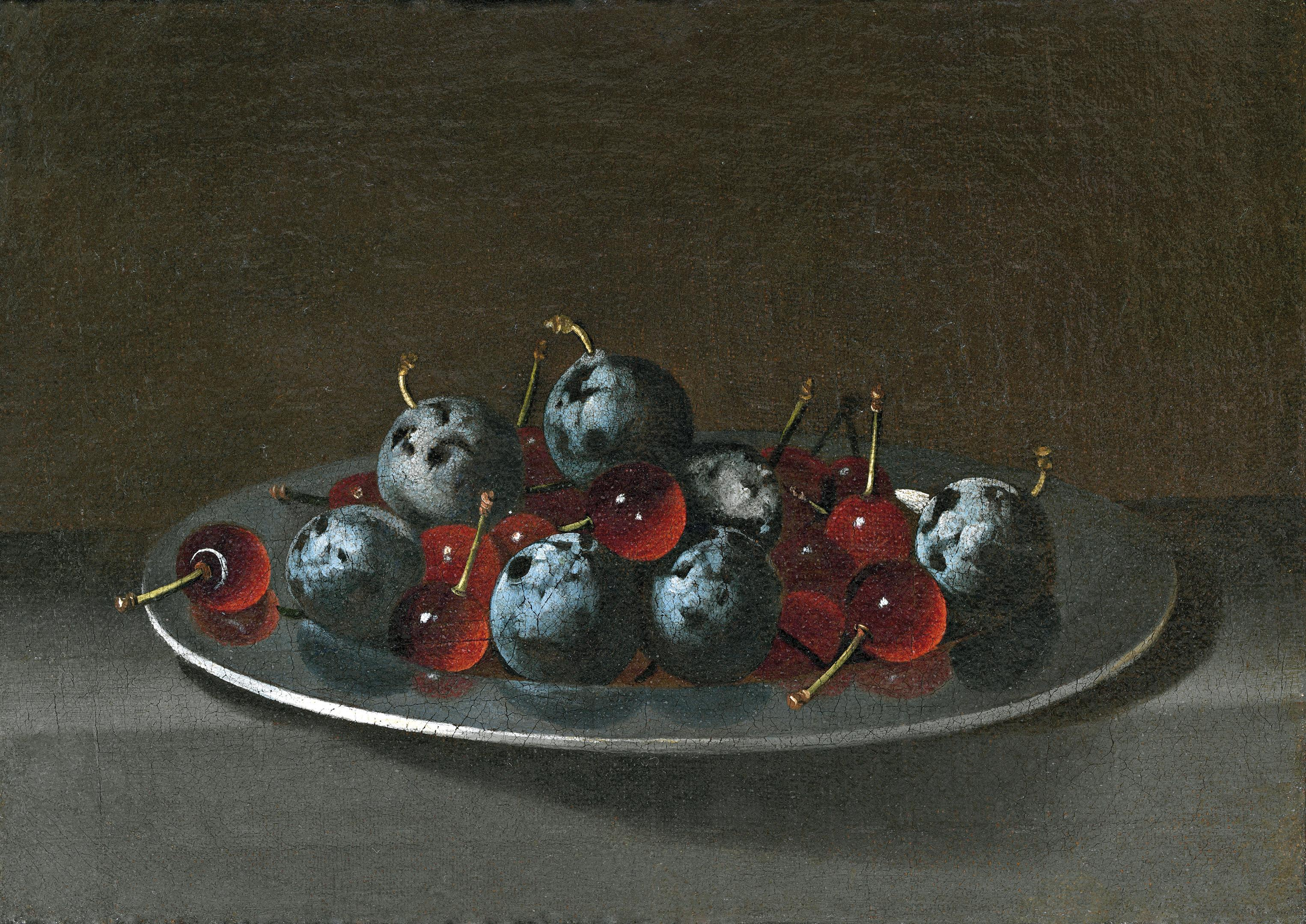
Juan van der Hamen y León, Assiette de prunes et griottes,, huile sur toile, vers 1631, musée du Prado de Madrid

À la mort de Juan van der Hamen en 1631, 14 petites natures mortes de fruits ont été enregistrées dans l'inventaire de son atelier, qui montraient probablement des assiettes de fruits individuelles ou d'autres motifs plus petits. Certaines de ces peintures sont encore connues aujourd'hui. Il n'est pas tout à fait certain s'ils étaient destinés à la vente ou comme modèles à inclure dans des natures mortes plus grandes. Étant donné que des dessins préliminaires pour de telles peintures peuvent également être trouvés dans l'index après la mort, le premier est plus susceptible d'être supposé. De plus, certains inventaires du xviie siècle contiennent des peintures intitulées Assiettes de fruits, attribuées à van der Hamen. Aussi, il y avait douze autres petites peintures dans l'inventaire de l'atelier qui montraient des fruits. Ces peintures ont également servi de modèles à ses successeurs après sa mort. Certains éléments se retrouvent dans les peintures de cet environnement. Les Assiette aux prunes et aux griottes et Assiette aux grenades comptent parmi les tableaux les plus remarquables de Juan van der Hamen dans ce groupe d'œuvres.

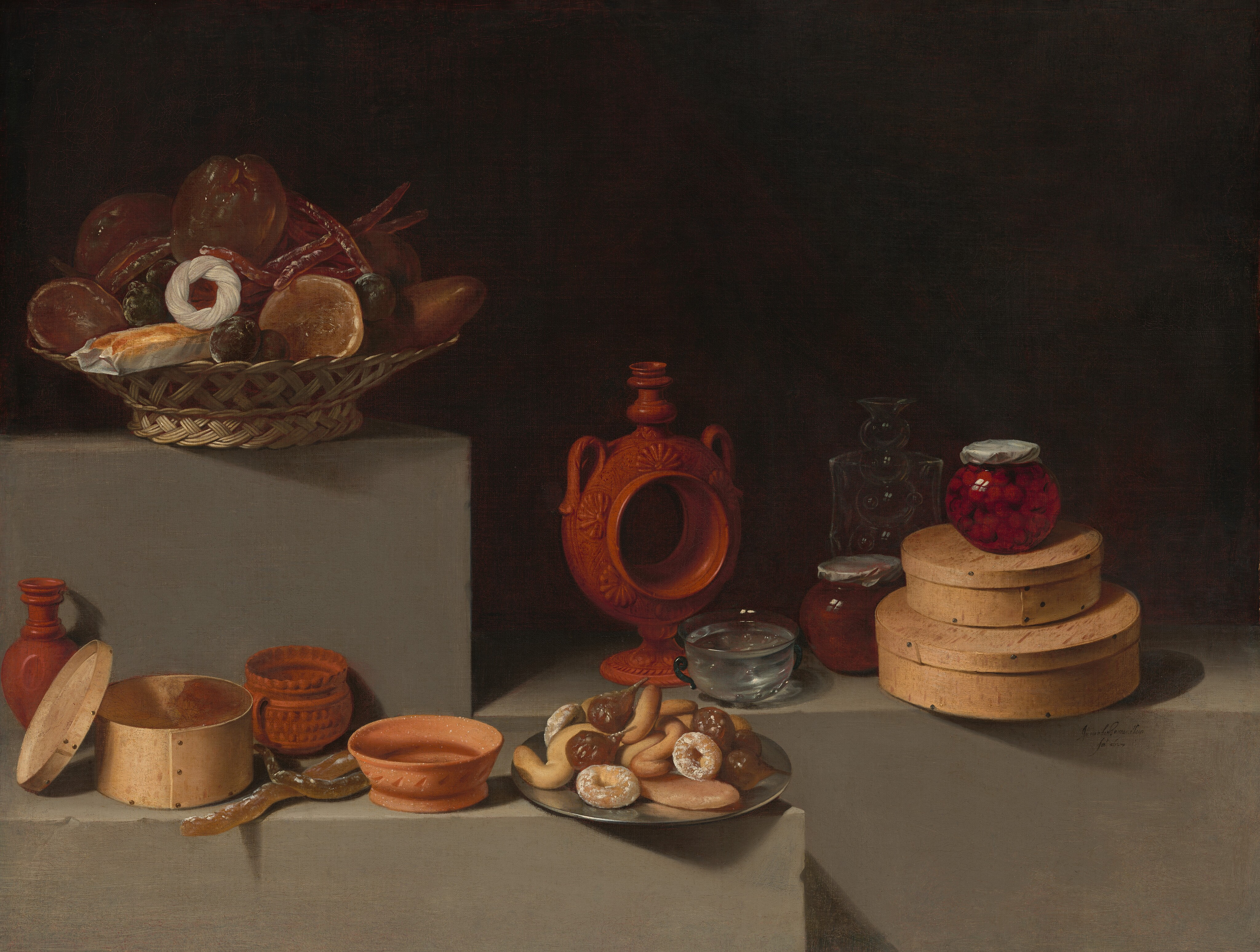
Juan van der Hamen y León, Nature morte avec bonbons et poterie, 84,2 × 112,8 cm, huile sur toile, 1627, National Gallery of Art de Washington, D.C.
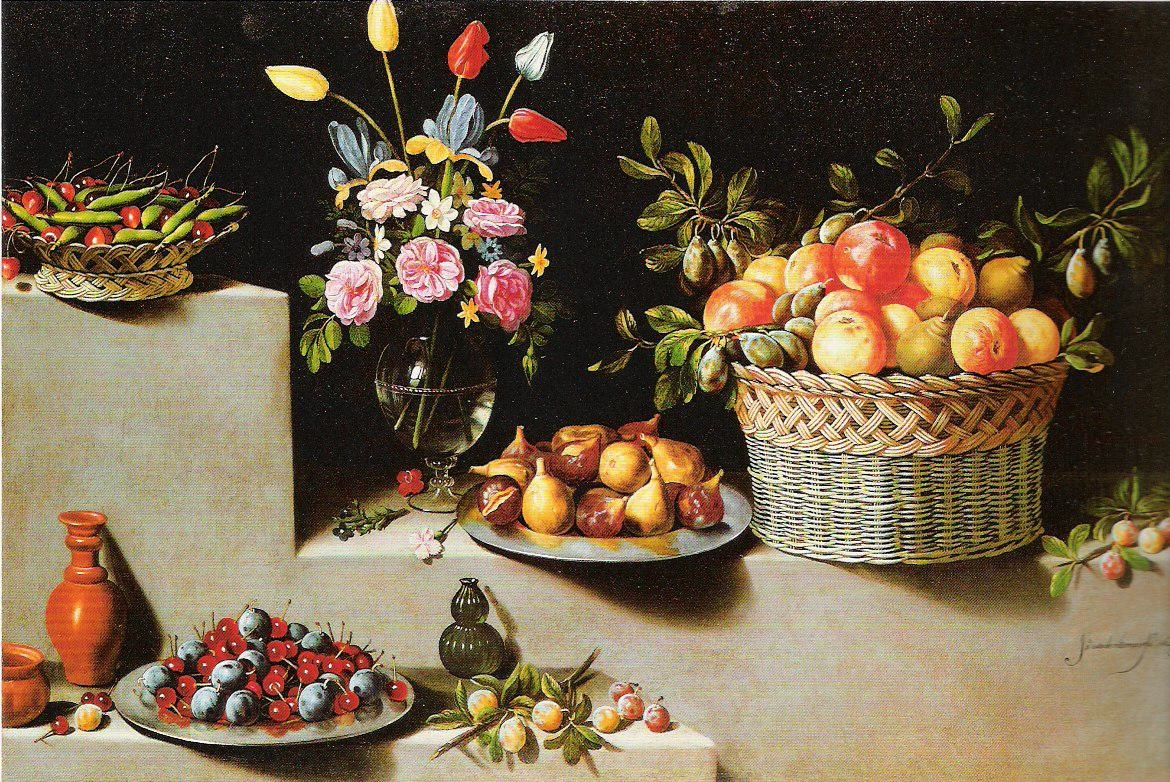
Juan van der Hamen y León, Nature morte avec fleurs et fruits, 84 × 131 cm, huile sur toile, 1629, Metropolitan Museum of Art de New York.

#### Allégories
Les représentations allégoriques étaient rares en Espagne. Juan van der Hamen y León a peint Pomone et Vertumne comme une allégorie de l'automne et Offrande à Flore comme une allégorie du printemps en 1626 et 1627 respectivement. Le premier tableau, inspiré des Métamorphoses d'Ovide, montre la déesse de l'arboriculture et de l'horticulture Pomone avec le dieu des saisons, de la prospérité et de l'automne Vertumne. La main droite de Pomone repose sur l'ouverture d'une corne d'abondance d'où jaillissent des pêches, des coings, des pommes, des raisins, des abricots, des grenades, des cerises, des prunes, des melons, des citrouilles, des poivrons, des radis et un artichaut, un citron et un cardon chacun, formant une barrière dans le premier plan. Vertumne tient un panier de raisins et de pommes. La représentation de Flore, la déesse des fleurs et de la flore printanière, montre une femme couronnée d'une couronne de fleurs dans un jardin de cour, à qui un garçon offre un panier de roses. Juan van der Hamen y León a ajouté les fruits et les fleurs aux figures mythologiques à la manière d'une nature morte, mais les images montrent que le peintre était capable de peindre des figures de manière convaincante. Cela contrastait avec sa perception exclusive d'être un bon peintre de natures mortes.

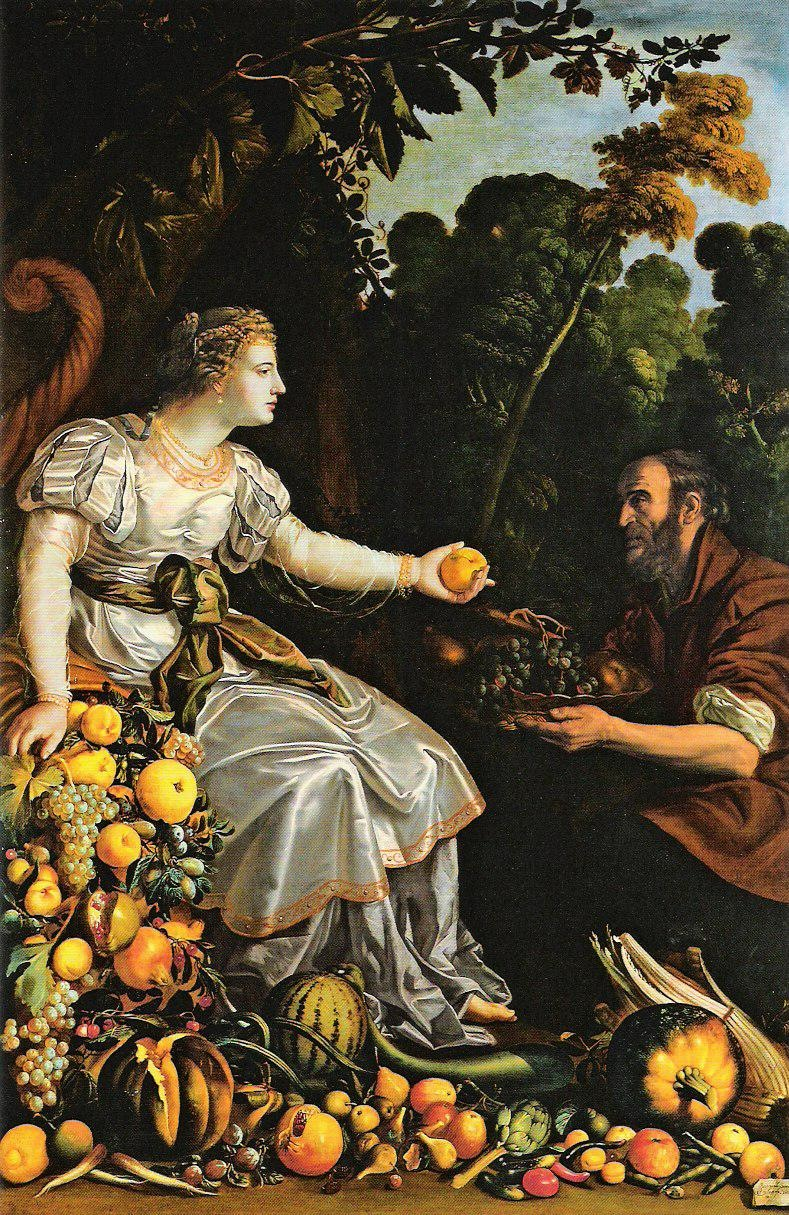
Juan van der Hamen y León, Pomone et Vertumne, 229 × 149 cm, huile sur toile, 1626, Banco de España à Madrid
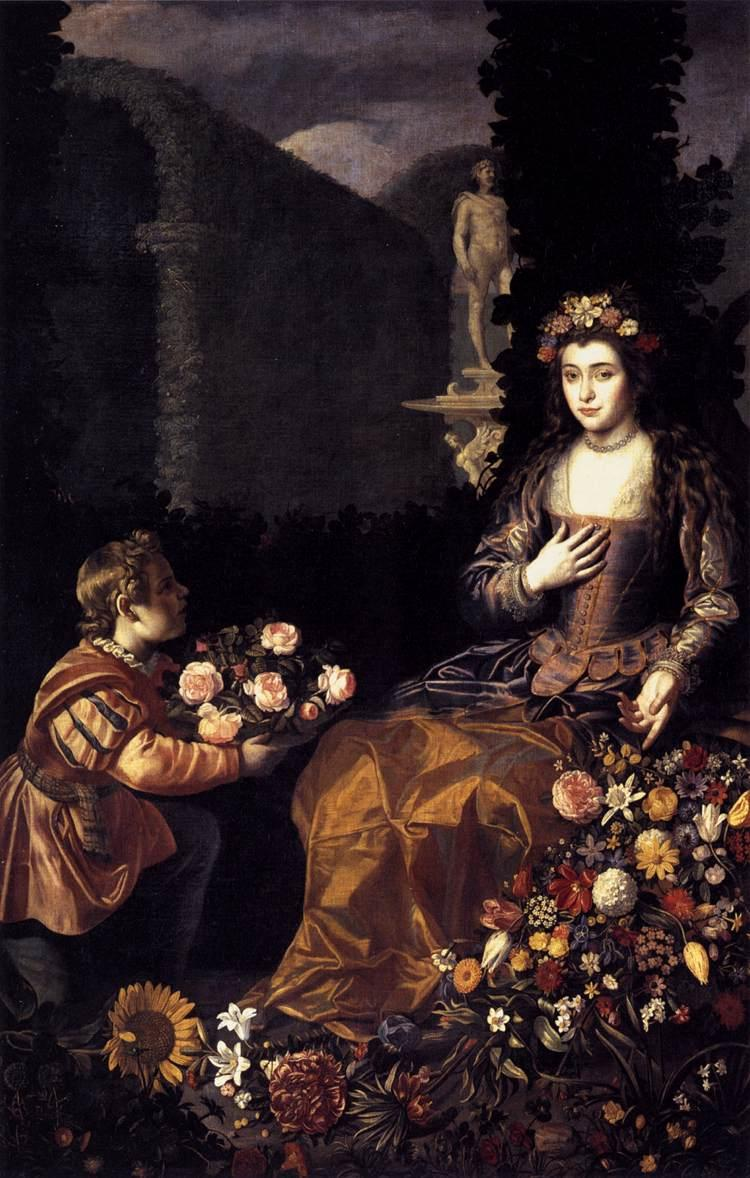
Juan van der Hamen y León, Offrande à Flore, 216 × 140 cm, huile sur toile, 1627, musée du Prado de Madrid

#### Guirlandes

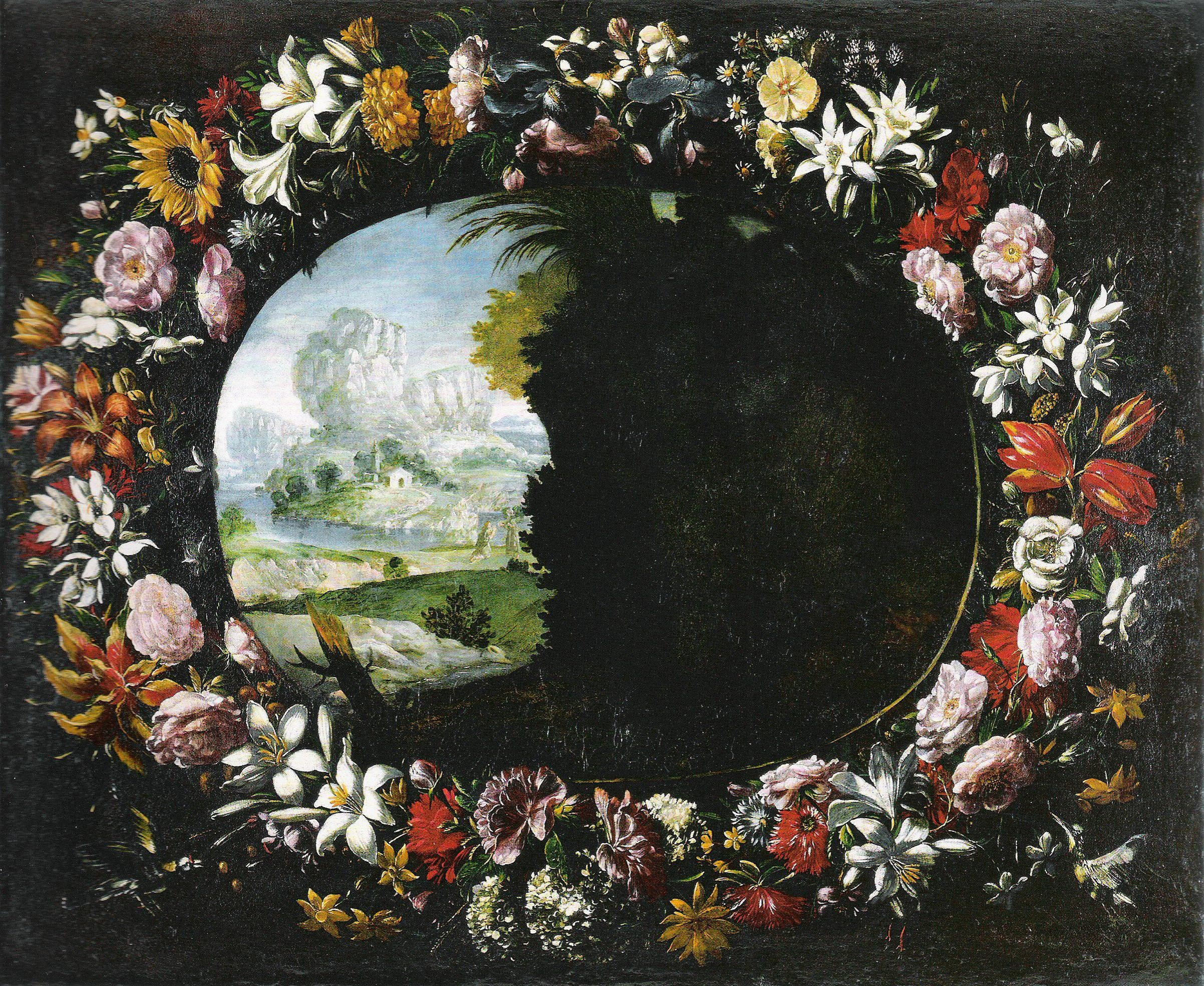
Juan van der Hamen y León,,, huile sur toile, 1628, Hood Museum, Dartmouth College, Hanover, NH

Juan van der Hamen y León a introduit la peinture de guirlandes dans la peinture espagnole en 1628. Cela l'a amené à expérimenter le nouveau sujet des deux premières peintures de ce type, Guirlande avec paysage (de), et à essayer différents motifs pour la section circulaire. Ceux-ci peuvent être vérifiés par des rayons X et prouvent également que les deux peintures ont été créées en même temps. Juan van der Hamen a d'abord choisi des figures féminines de saints, puis deux scènes de l'Ancien Testament et est finalement parvenu à la solution avec les deux paysages. Aujourd'hui, seule la partie arrière du paysage sur la moitié gauche de l'image est conservée dans les deux tableaux ; le premier plan a été perdu en raison d'une mauvaise restauration et a maintenant été peint en noir parce que la sous-couche brillait. Ces deux peintures représentent des exceptions dans l'œuvre de van der Hamen, car il a rempli d'autres guirlandes de motifs religieux.
C'est ainsi que sont nées la Guirlande avec l'Immaculée Conception, la Vierge et l'Enfant en Gloire et la Guirlande avec l'Enfant Jésus endormi. La première en particulier est très bien conservée. La sélection diversifiée de fleurs par rapport à la guirlande avec paysage du musée Hood montre que Juan van der Hamen a utilisé les mêmes dessins préliminaires pour elles. Par exemple, l'étoile blanche de Bethléem et les lys blancs sont les mêmes dans les deux images. Les dessins préliminaires ont été réalisés dans les jardins royaux et dans les jardins de son mécène, le comte de Solre, ce qui a également permis la variété des espèces florales. La représentation des personnages dans la Guirlande avec l'Immaculée Conception n'est pas aussi convaincante que dans les portraits de van der Hamen, ce qui est attribué au format plus petit. La Guirlande avec l'Enfant Jésus endormi, avec les attributs de la couronne d'épines, des clous et des dés, fait référence à l'image type de l'Enfant Jésus, triomphant de la mort. Dans sa représentation, Juan van der Hamen fait référence à l'ancien motif d'Éros endormi sur un crâne. Les représentations d'oiseaux dans ce tableau sont exceptionnelles. Alors que le guêpier sur la croix fait référence à la résurrection, le chardonneret relie la guirlande au médaillon. Juan van der Hamen a été un pionnier avec cette image, d'autres peintures de ce type ne sont apparues qu'au milieu du xviie siècle.

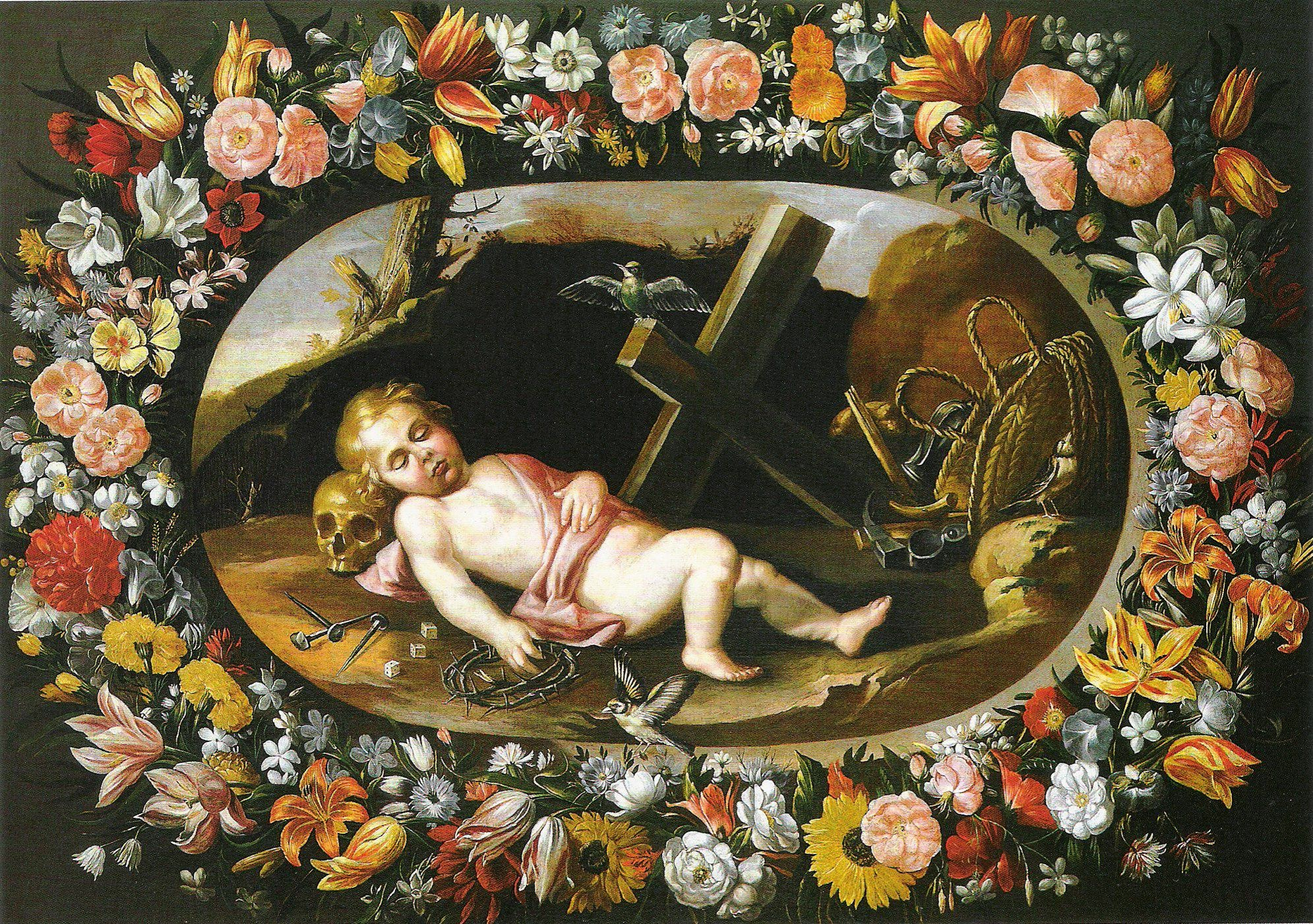
Juan van der Hamen y León, Guirlande avec l'Enfant Jésus endormi,, huile sur toile, vers 1628–1630, collection privée.

#### Nature morte florale
À la fin des années 1620, Juan van der Hamen y León peint également certaines des premières natures mortes florales autonomes d'Espagne. L'inventaire de son atelier, dressé après sa mort, contenait 24 tableaux de fleurs, mais aucun exemplaire signé n'a survécu. William B. Jordan a tenté d'attribuer deux natures mortes florales à van der Hamen, mais ce n'est pas certain. Il l'a rendu clair à partir de la lueur bleue de la porcelaine chinoise, du clair-obscur des tulipes, du style libre des roses et des similitudes avec les fleurs qui se trouvaient dans les guirlandes.

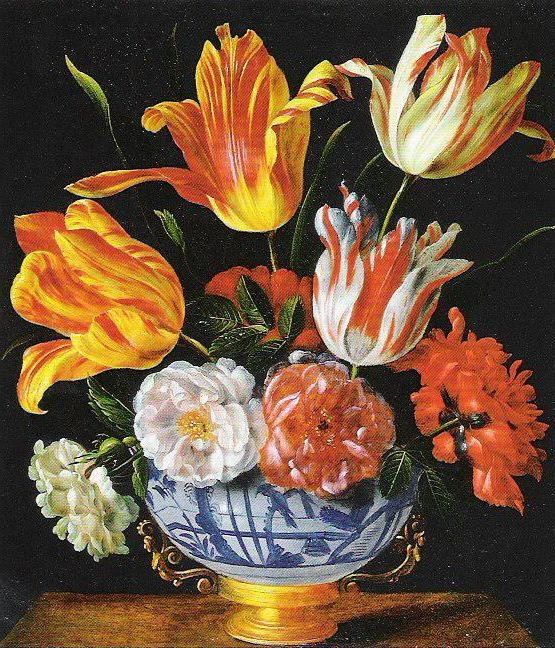
Juan van der Hamen y León (?), Bouquet de tulipes, de roses et de coquelicots, 29,5 × 25,8 cm, huile sur cuivre, collection privée à New York.
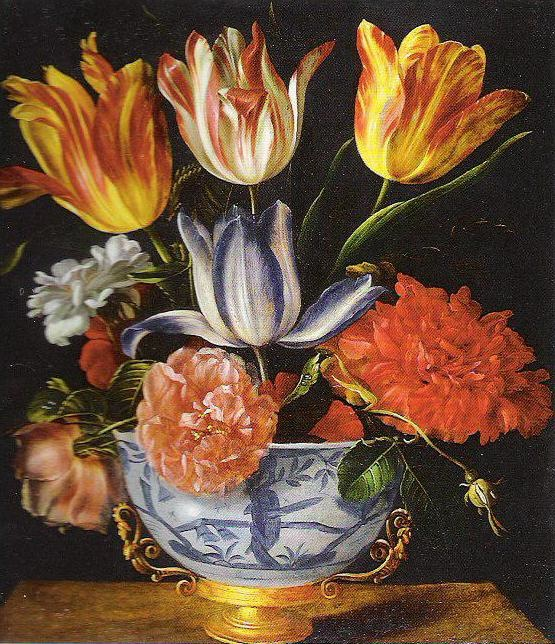
Juan van der Hamen y León (?), Bouquet de tulipes, de roses et de coquelicots, 29,5 × 25,8 cm, huile sur cuivre, collection privée à New York.

### Portraits

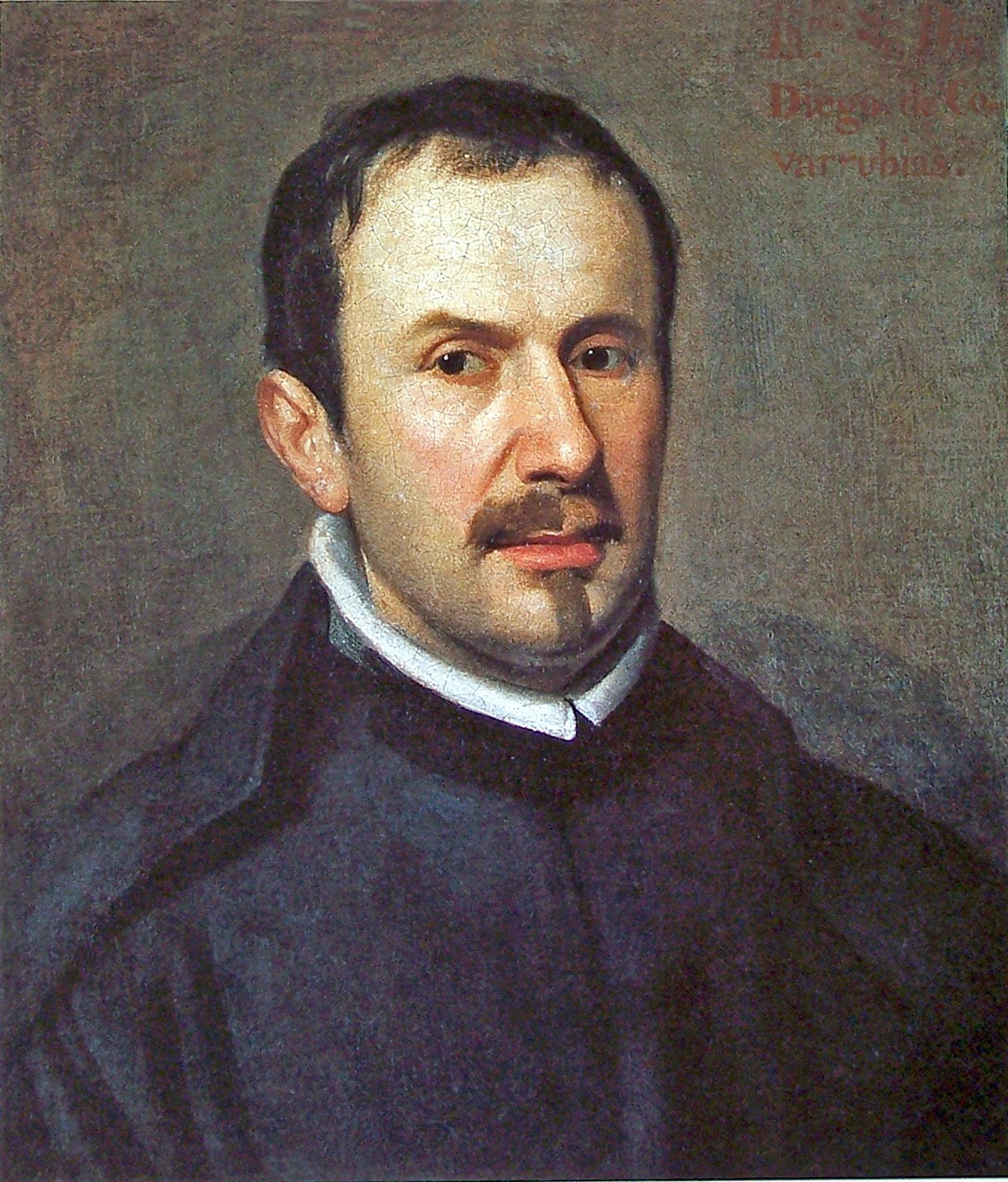
Juan van der Hamen y León, Lorenzo van der Hamen,, huile sur toile, de Madrid.

Juan van der Hamen y León était un portraitiste reconnu. Il commence à se tourner vers ce genre en 1622 qui, contrairement aux natures mortes, soutient ses ambitions à la cour. En plus des œuvres commandées pour les aristocrates et les courtisans, il a réalisé une série de plus de vingt portraits qui montraient des écrivains célèbres et ont établi sa réputation de portraitiste. Dans l'inventaire de son atelier après sa mort, vingt de ces œuvres étaient répertoriées sous un seul article, ce qui les distinguait en tant que groupe fixe d'œuvres des portraits répertoriés individuellement. Pour les portraits en buste, connus sous le nom de Los ingenios literaros, les écrivains eux-mêmes ont posé pour lui comme modèles. Parmi les personnalités représentées, certaines sont nommées dans l'inventaire de la succession, comme Lope de Vega, Francisco de Quevedo, Luis de Góngora, José de Valdivielso (es), Juan Pérez de Montalbán, Juan Ruiz de Alarcón, Francisco de la Cueva y Silva (es), Francisco de Rioja, Jerónimo Gómez de la Huerta (es), Pacheco de Narváez, Luis de Torres ou Catalina de Erauso, qui comptent toutes parmi les figures les plus importantes de la littérature espagnole du Siglo de Oro. Nombre d'entre elles ont également fait l'éloge des portraits et des peintures de van der Hamen. Un portrait de son frère Lorenzo van der Hamen (es) fait également partie de la série.

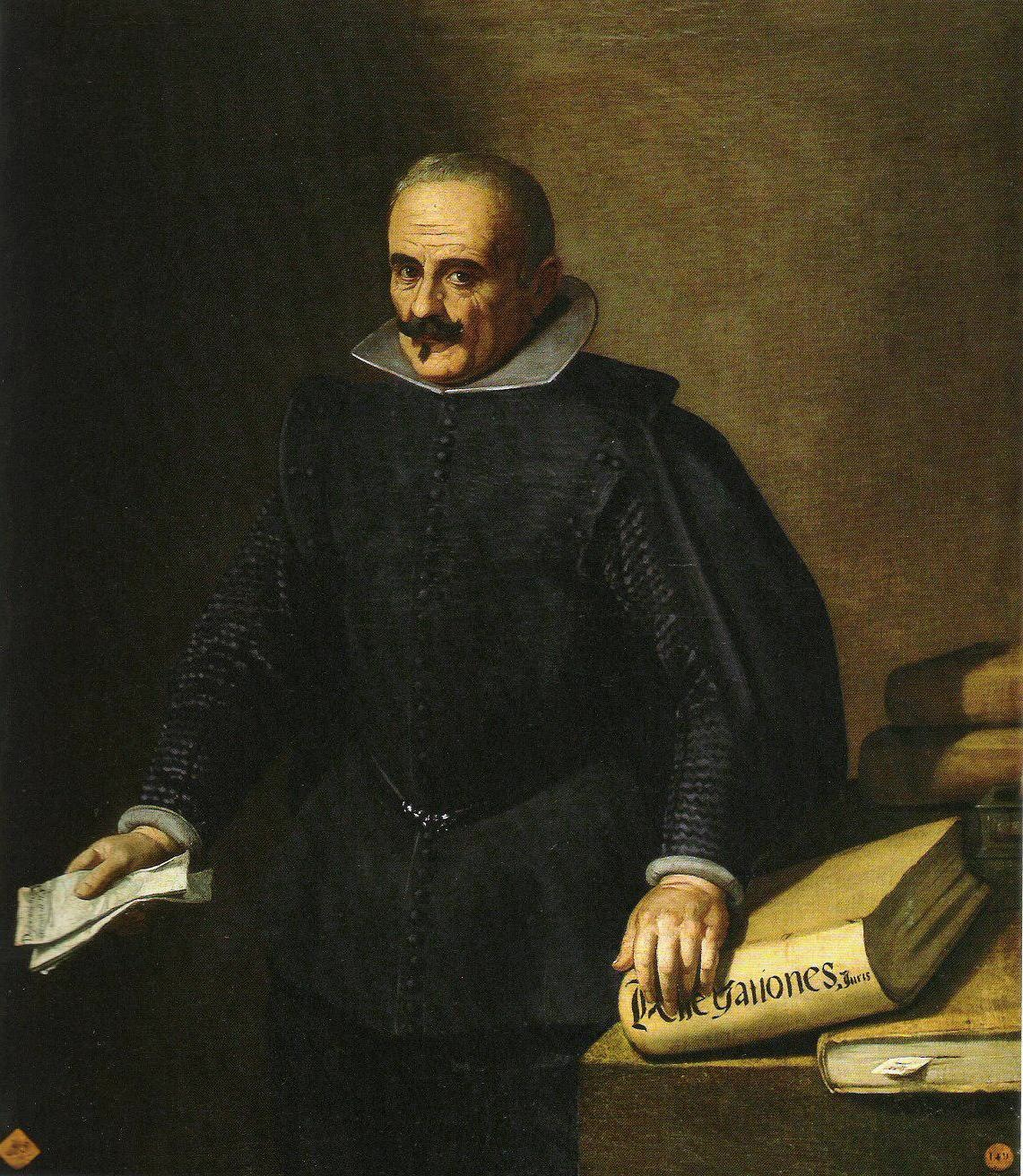
Juan van der Hamen y León, Don Francisco de la Cueva y Silva,, huile sur toile, 1625, Académie royale des Beaux-Arts Saint-Ferdinand de Madrid.

Le classement chronologique des séries dans l'œuvre de Juan van der Hamen est difficile, car la plupart des peintures ne sont pas datées. Cependant, le portrait de son frère, compte tenu de l'âge du sujet, suggère que Juan van der Hamen a peut-être commencé à travailler sur cette série dès 1620. Il montre un style assez spontané et fluide, qui diffère de ses portraits de cour, dans lesquels il renoue avec le style plus conservateur de l'époque de Philippe II. Cependant, le style des portraits pourrait aussi être moins vif et donc plus fortement et sévèrement travaillé, comme c'est le cas du Portrait de Don Francisco de la Cueva y Silva. Cette image montre également comment van der Hamen a apporté ses compétences de peintre de natures mortes à certains des portraits. Il a utilisé les livres sur le bord droit de l'image pour charger l'image de sens. La tête, contrairement au vêtement noir, est modelée par la lumière, tout comme les mains, qui ont une présence particulière dans l'image. L'accent mis sur le volume et les détails de la tête rappelle quelque peu le traitement des objets dans les natures mortes de van der Hamen. Van der Hamen a conservé ces portraits dans son atelier et en a commandé des versions à peindre pour ses clients. Par exemple, le Portrait de Don Francisco de la Cueva y Silva a été acquis par le Marquis de Leganés, qui possédait au total huit des portraits.

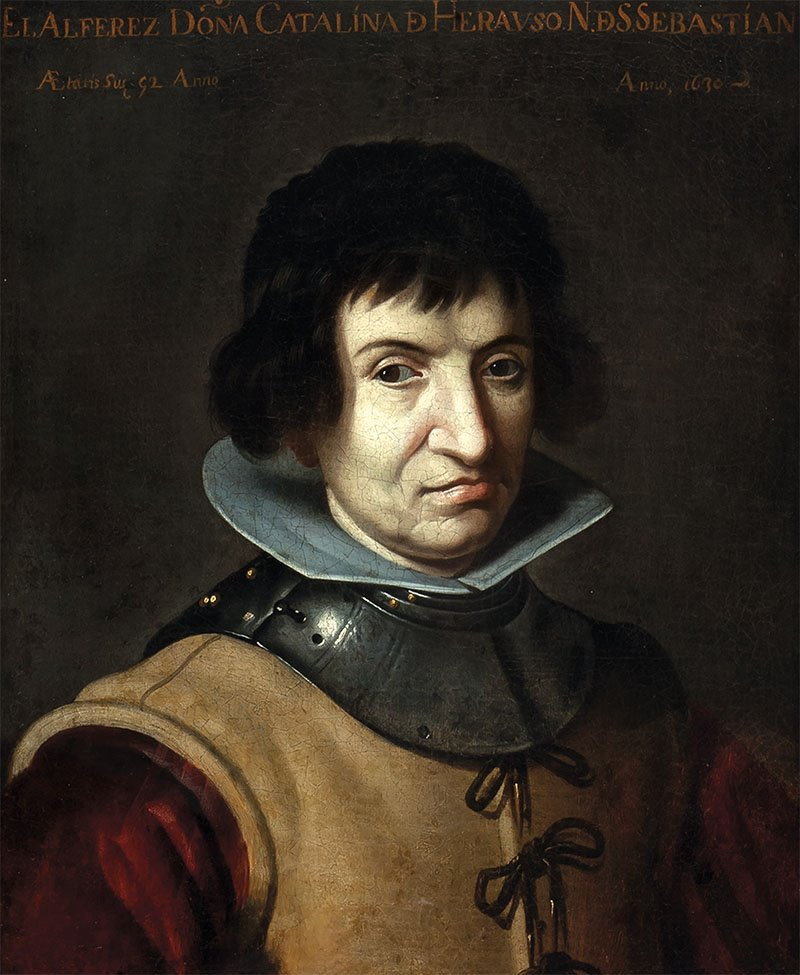
Juan van der Hamen y León, Catalina de Erauso,, huile sur toile, 1626, Caisse d'épargne de Guipuscoa à Saint-Sébastien

Avec le Portrait de Catalina de Erauso, qui a récemment été attribué de manière convaincante à Juan van der Hamen y León et qui fait également partie des Los ingenios literaros, il a créé l'un des portraits les plus bizarres de la peinture espagnole. Peint en 1626, il montre la religieuse en fuite Catalina de Erauso se déguisant en homme, et a été controversée parmi les contemporains. L'un de ses portraits, probablement exécuté assez rapidement et à la manière d'une étude, est la Tête d'un clerc, qui démontre la qualité de van der Hamen à peindre des figures vives qui contrastent avec les portraits plus formels et aussi avec les figures de certains de ses tableaux d'histoire.

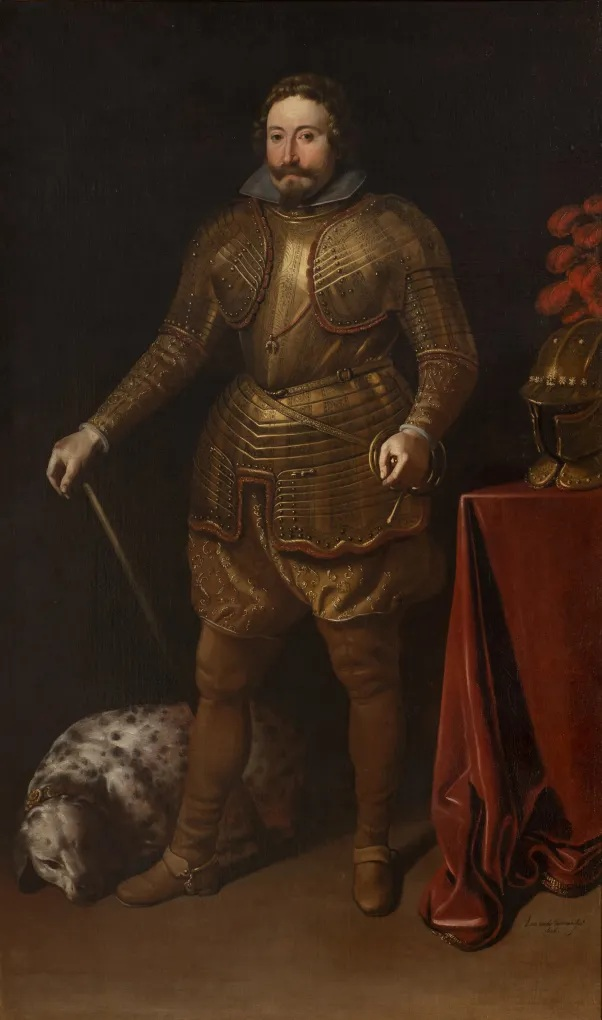
Juan van der Hamen y León, Jean de Croÿ, II Comte de Solre,, huile sur toile, 1626, collection privée.

En 1971, Diego Angulo Iñiguez publie un portrait qui se démarque des autres travaux de van der Hamen et fait clairement référence à ses ambitions courtoises. Il s'agit du tableau Jean de Croÿ, II Comte de Solre, qui a également été créé en 1626. Il est considéré comme l'un des portraits les plus remarquables créés à la cour d'Espagne dans les années 1620. L'image montre le comte de Solre sur fond noir, dans l'armure dorée d'un chevalier de l'ordre de la Toison d'or, debout à côté d'une table recouverte d'un drap de velours rouge. Van der Hamen a créé une ambiance lumineuse dramatique et a utilisé une palette de couleurs globale très chaleureuse, interrompue uniquement par la fourrure blanche du dalmatien. Le portrait se distingue par la capacité de Juan van der Hamen à traduire le poids et la texture des objets représentés sur la toile.

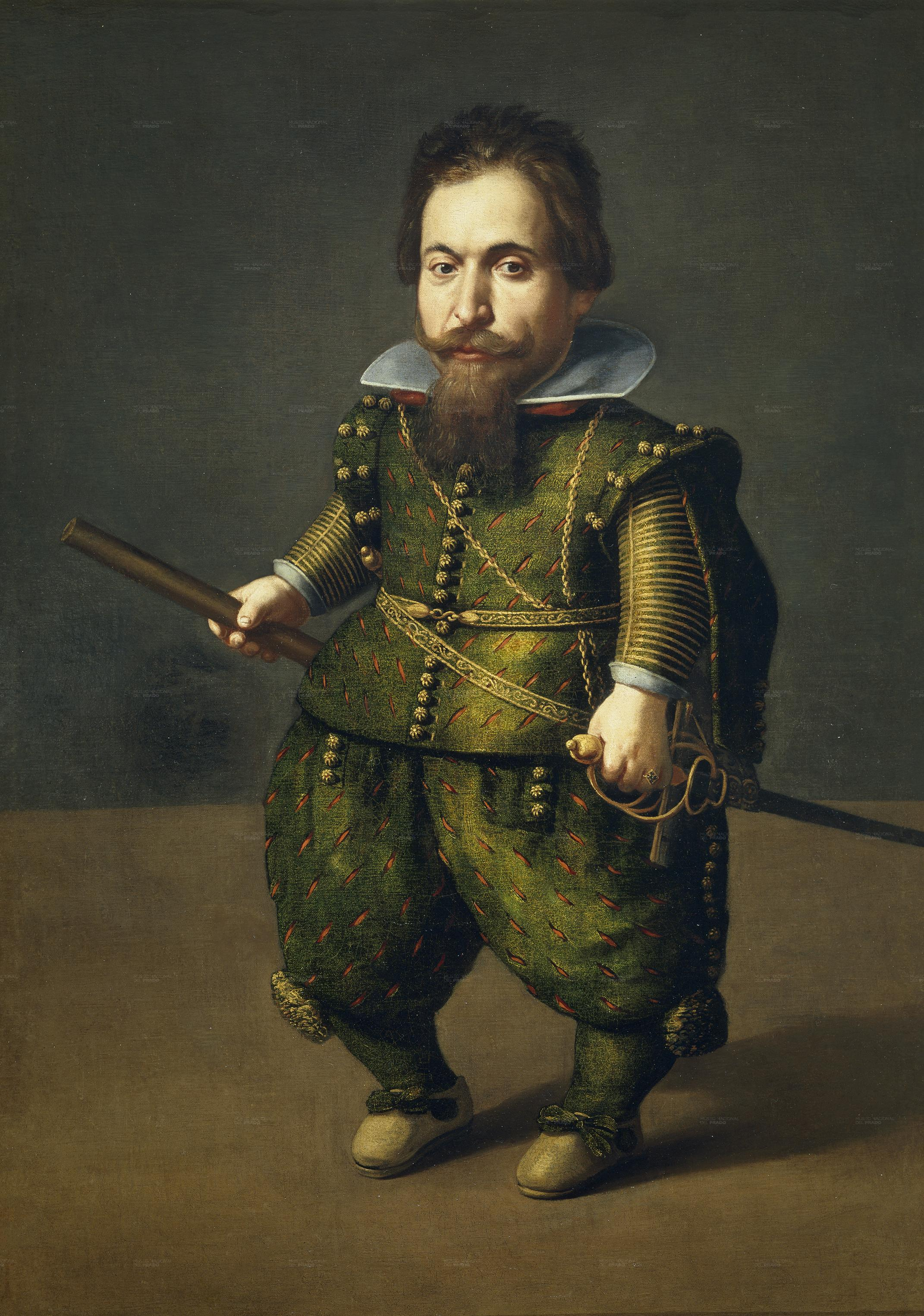
Juan van der Hamen y León, Portrait d'un nain,, huile sur toile, vers 1626, musée du Prado de Madrid

Une autre œuvre importante est le Portrait d'un nain peint par van der Hamen vers 1626, qui faisait également partie de la collection du marquis de Leganés. La peinture montre une représentation fortement naturaliste et s'inscrit dans la tradition de Michelangelo Merisi da Caravaggio avec les couleurs fortes et le contraste intense de la lumière et de l'ombre. Juan van der Hamen y León a également répondu à la demande de portraits du couple royal. Bien que Velazquéz ait été le seul peintre pour qui le roi a servi de modèle, son atelier n'a pas pu répondre à la grande demande. Par conséquent, un grand nombre de peintres ont réalisé des peintures d'après les portraits de Velazquéz. Van der Hamen a probablement organisé la peinture de ces tableaux de manière particulièrement efficace. Le portrait de Philippe IV est très similaire par le visage et la pose à celui de Velazquéz, mais diffère considérablement par la richesse et le détail des vêtements. La représentation du roi et de sa reine Isabelle de Bourbon se caractérisent par un fort clair-obscur, ce qui leur donne une grande présence malgré l'accent mis sur la représentation des costumes. Les portraits de Philipp IV, Isabelle de Bourbon et Doña Margarita de Austria connus aujourd'hui ne peuvent être attribués avec une certitude absolue à van der Hamen, mais leur exécution montre des parallèles clairs avec Jean de Croÿ, II Comte de Solre. Le Portrait de l'Infante Marie d'Autriche, reine de Hongrie fait également partie de ce groupe d'œuvres. En comparant cette image avec le Portrait d'Isabelle de Bourbon, l'origine d'un atelier de travail efficace devient claire. Les contours des vêtements sont presque identiques, et la pose avec le bras appuyé sur le dossier de la chaise et le mouchoir tenu dans la main gauche renvoient également à un dessin préliminaire commun qui a été utilisé pour les deux portraits.
Il y avait des différences de valeur significatives dans les portraits. Par exemple, van der Hamen a vendu des croquis à l'huile de la tête du cardinal Francesco Barberini pour 10 reales, alors qu'il a pu obtenir 200 reales pour un portrait en pied du roi Philippe IV. Les peintures de la série savante étaient également tarifées différemment, selon le degré de leur exécution, allant de 33 à 44 reales et plus.

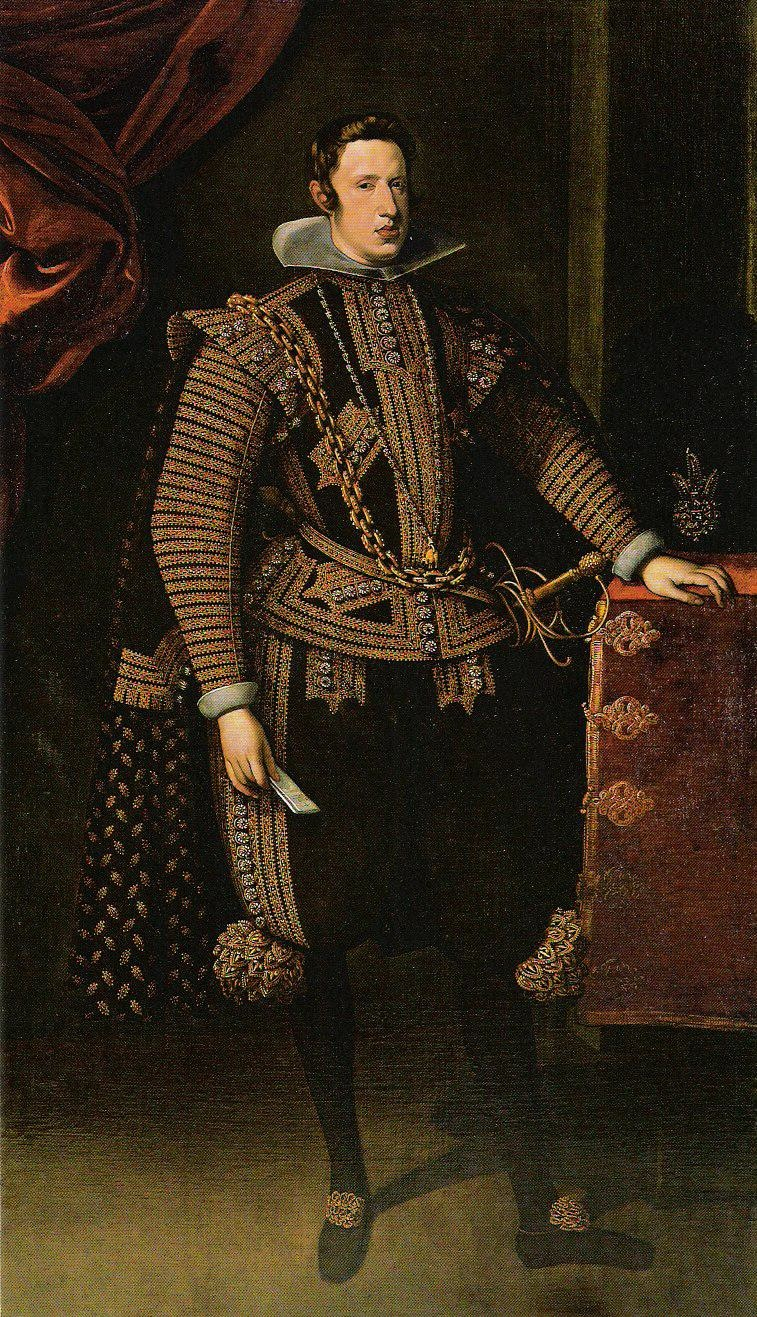
Juan van der Hamen y León (?), Philipp IV, 199 × 115,5 cm, huile sur toile, Instituto Valencia de Don Juan (es) de Madrid
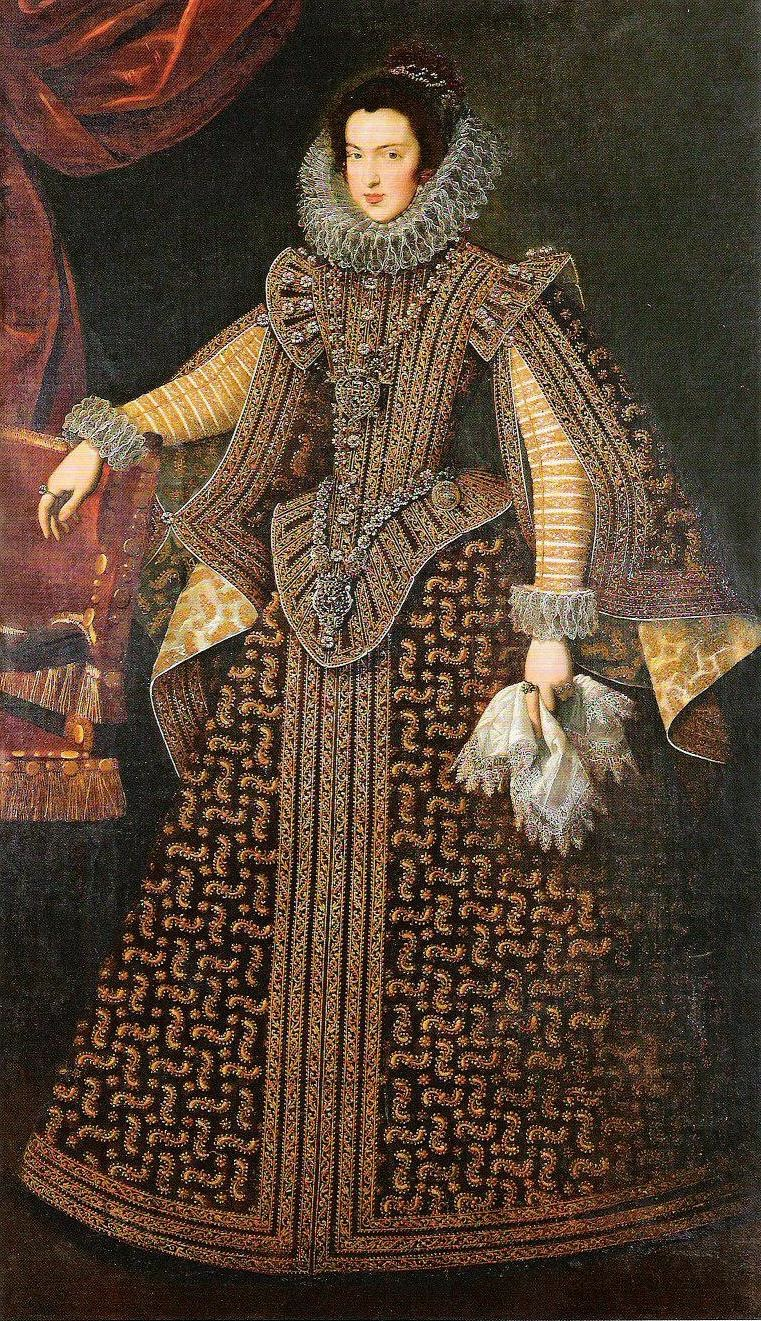
Juan van der Hamen y León (?), Isabel de Borbón, 199,2 × 115 cm, huile sur toile, Instituto Valencia de Don Juan (es) de Madrid
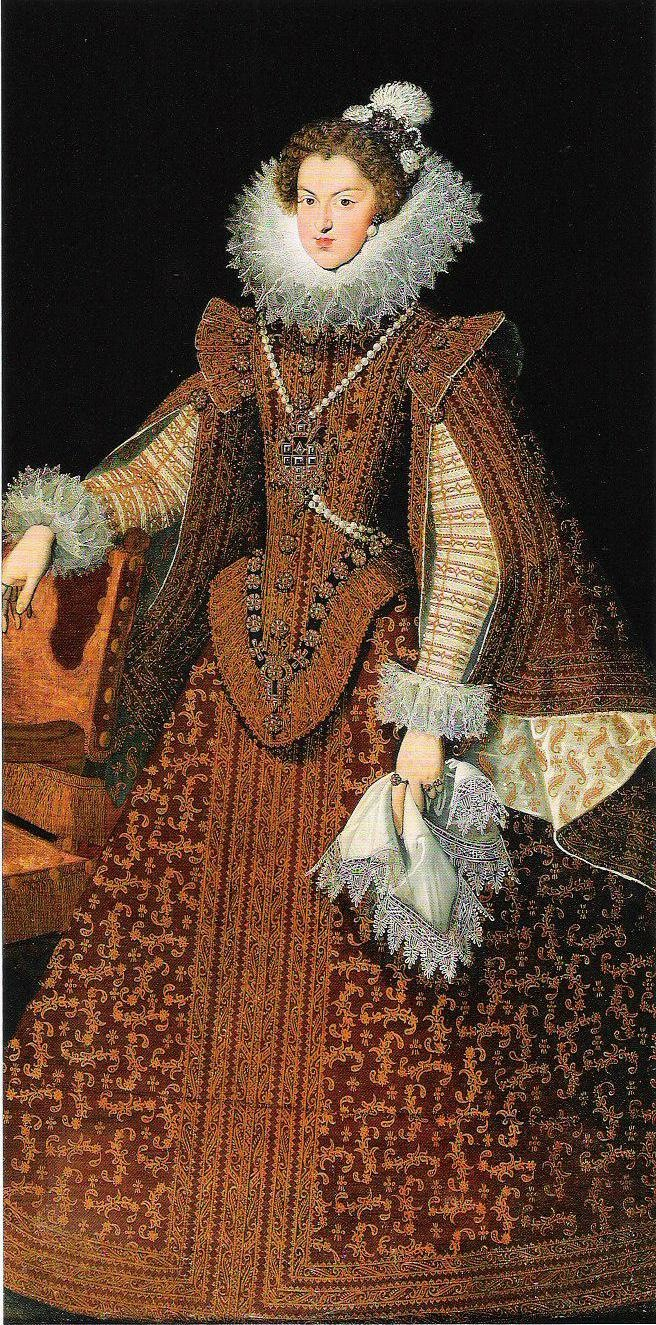
Juan van der Hamen y León (?), Infanta María de Austria, Reine de Hungría, 191 × 103 cm, huile sur toile, Musée Fesch d'Ajaccio
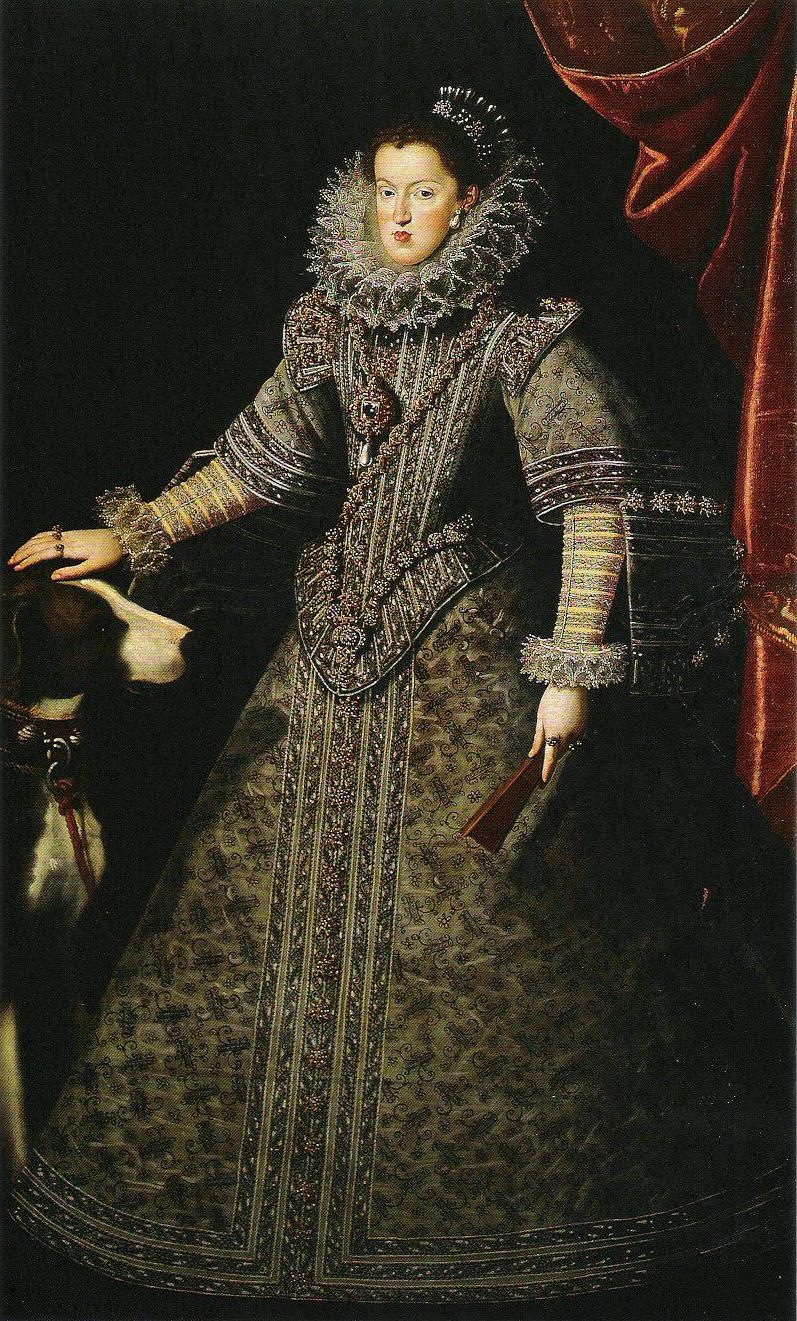
Juan van der Hamen y León (?), Doña Margarita de Austria, 198 × 117,5 cm, huile sur toile, Instituto Valencia de Don Juan (es) de Madrid

### Peinture d'histoire

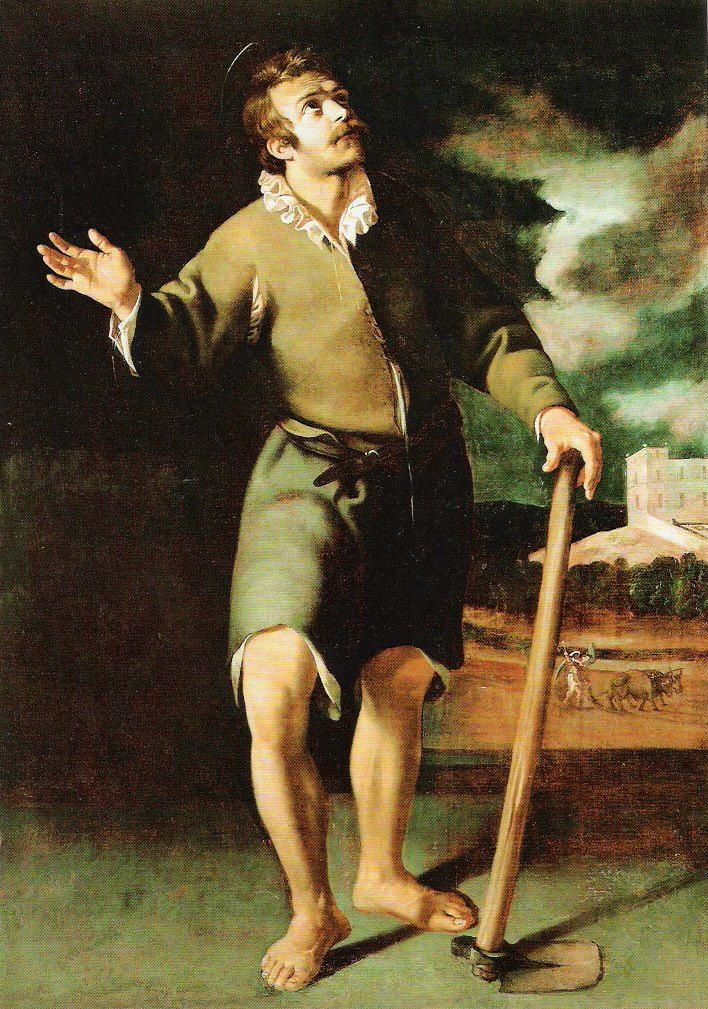
Juan van der Hamen y León, San Isidro,, huile sur toile, 1620–1622, National Gallery of Ireland de Dublin.

Les premières peintures historiques connues de Juan van der Hamen y León datent d'entre 1620 et 1622. La peinture de San Isidro (de) était un motif populaire à Madrid à l'époque, donc van der Hamen a également répondu à un besoin des clients en choisissant ce sujet. Le tableau, à l'instar de son contemporain Jean le Baptiste en prière (de), se caractérise par un fort clair-obscur qui modèle les personnages.

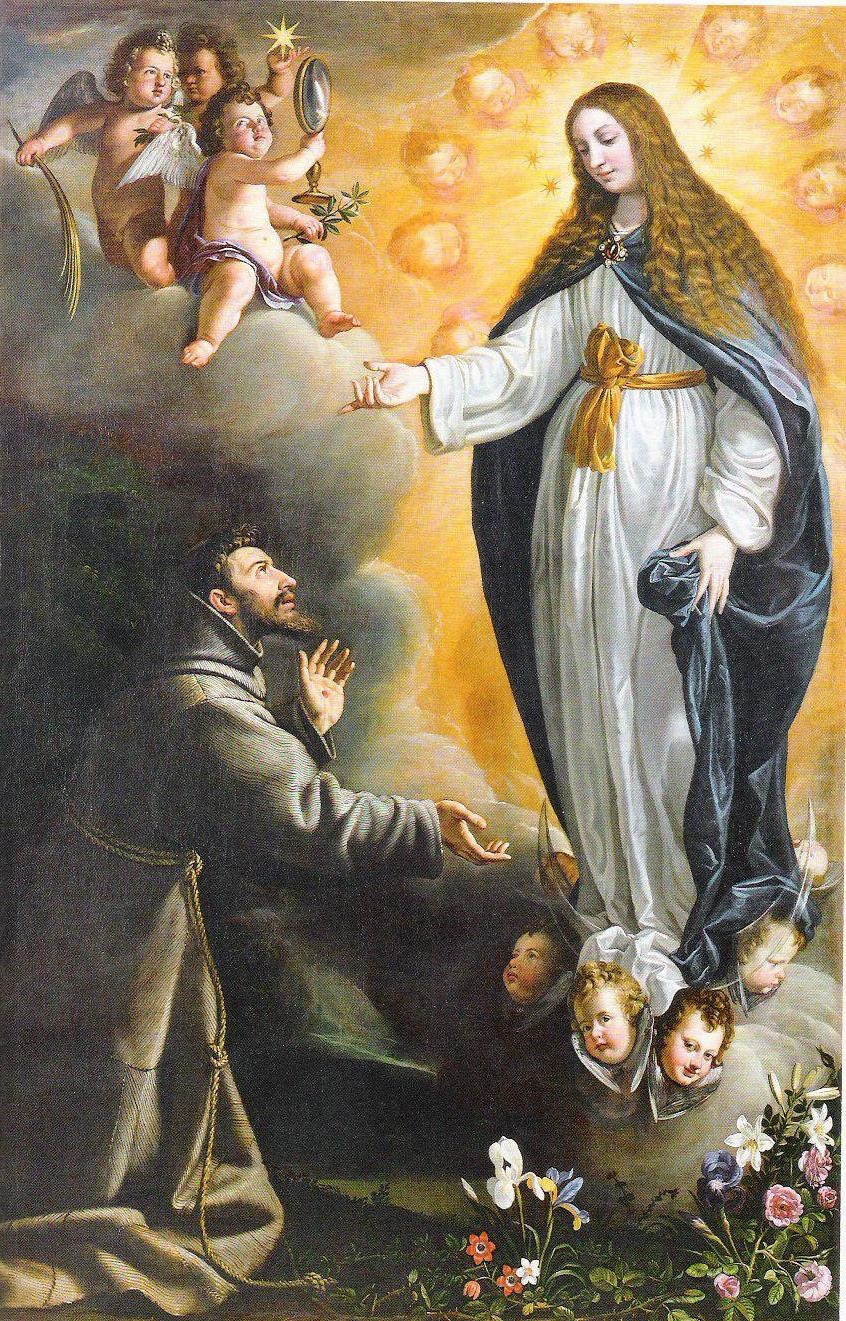
Juan van der Hamen y León, La Vierge Immaculée apparaît à saint François,, huile sur toile, 1630–31, de Tolède.

Au milieu des années 1620, Juan van der Hamen commence à se consacrer davantage à la peinture d'histoire. Cela est également lié à sa position à la cour et à ses efforts pour une plus grande reconnaissance officielle, qu'il pense ne pouvoir atteindre qu'à travers les genres classiques et reconnus de l'histoire et du portrait. Il peint de plus en plus de peintures pour les monastères qui ont été données par les nobles à la cour. Une œuvre importante de cette phase fut L'Adoration de l'Agneau Apocalyptique, qu'il peignit pour le monastère de l'Incarnation. Dans ce tableau, Juan van der Hamen a repris les écrits théologiques de son frère Lorenzo, qui était également représenté comme saint Laurent à l'extrême gauche de l'image. Dans les figures, dans certains cas, il faisait référence à des personnes associées au monastère. Dans l'ensemble, cette image exprime l'ambivalence qui peut être détectée dans la plupart des histoires de van der Hamen. Les grandes figures au premier plan sont pleines de caractère et exécutées de manière convaincante, tandis que les figures dans le ciel autour de l'agneau semblent archaïques et schématiques. En plus de ce grand retable, il y a d'autres peintures de van der Hamen dans ce monastère qui ont été placées sur des autels en céramique de Talavera de la Reina, mais ne sont plus à leur place d'origine. Cela inclut également l'image de Jean-Baptiste, qui montre son style naturaliste et aussi son talent de peintre animalier sur la peau des moutons.
En 1628, van der Hamen peint La Vierge Marie présentant l'Enfant Jésus à Saint François pour le monastère royal de San Gil (es). Le tableau s'inscrit dans les efforts de réforme de la fin du xvie siècle dans l'ordre franciscain et montre une vision antérieure à la stigmatisation de François. Ce motif a été inventé en Italie par les frères Agostino et Annibale Carracci, van der Hamen fut probablement l'un des premiers Espagnols à l'adapter. Une autre œuvre non assurée pour ce monastère aurait pu être le Christ sur la colonne. Il s'agit d'une copie légèrement modifiée d'un tableau d'Orazio Borgianni qu'il peignit à Pampelune en 1601. Le clair-obscur, qui correspond à peu près à celui de Jean-Baptiste, parle en faveur du fait que Juan van der Hamen a peint le tableau. Le tableau L'Immaculée apparaissant à saint François, probablement également peint pour un monastère franciscain en 1630-1631, s'inscrit dans le contexte idéologique de la tentative de cet ordre et de la Couronne espagnole d'obtenir la reconnaissance papale du dogme de l'Immaculée Conception. Van der Hamen a utilisé le même visage pour François que dans sa peinture de 1628, mais cette fois ses mains montrent les blessures. Dans l'ensemble, le personnage est très convaincant. La Vierge rappelle les modèles italiens et se matérialise à travers des représentations florales. C'est un sujet rare, mais qui a également été traité par d'autres peintres de la cour, comme Carducho.

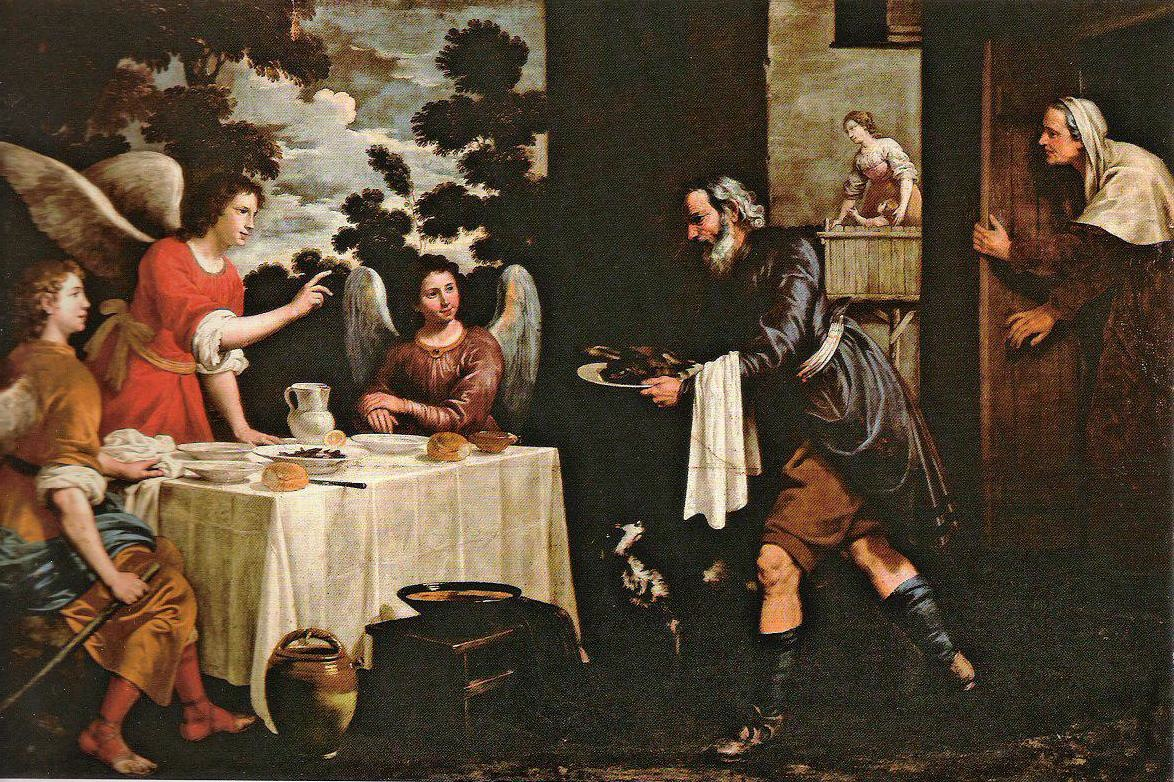
Juan van der Hamen y León, Abraham et les trois anges,, huile sur toile, collection privée.

Une autre peinture historique attribuée à van der Hamen est Abraham et les trois anges. Il traite d'un thème de l'Ancien Testament populaire en Espagne au début du xviie siècle. L'histoire d'Abraham, à qui Dieu apparaît sous la forme de trois anges, est l'un des motifs dans lesquels a été négocié le commandement de l'hospitalité envers les étrangers, important en Espagne. L'image est attribuée à van der Hamen sur la base d'une analyse stylistique. Il y combine sa capacité à raconter l'histoire tout en présentant les différents objets dans leur propre texture et physicalité, comme il le faisait dans ses natures mortes. En plus de ces peintures connues aujourd'hui, il y avait d'autres histoires que Juan van der Hamen a peintes. La plupart ont été perdues ou sont suspendues sans être reconnues dans les collections. Dans l'inventaire de l'atelier après sa mort, il y a encore quelques peintures d'histoire, dont certaines ne sont pas encore terminées. De plus, de telles peintures de van der Hamen peuvent être trouvées dans certains inventaires de collections du xviie siècle. Les recherches supposent qu'il a pu vendre de nombreuses peintures de ce type et que certaines se sont peut-être même retrouvées à l'étranger.

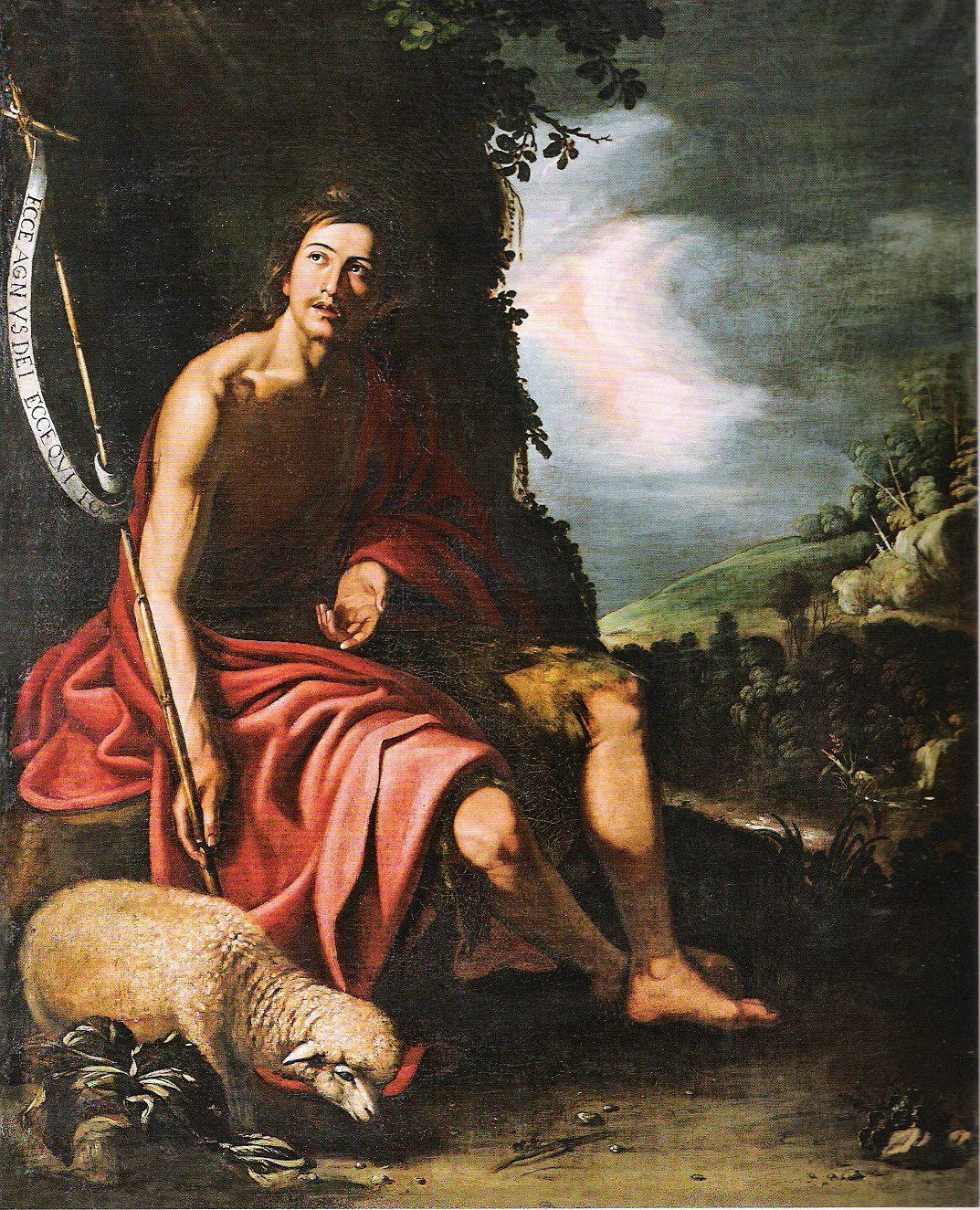
Juan van der Hamen y León, Jean le Baptiste, 168 × 140 cm, huile sur toile, 1625, Monastère de l'Incarnation de Madrid.
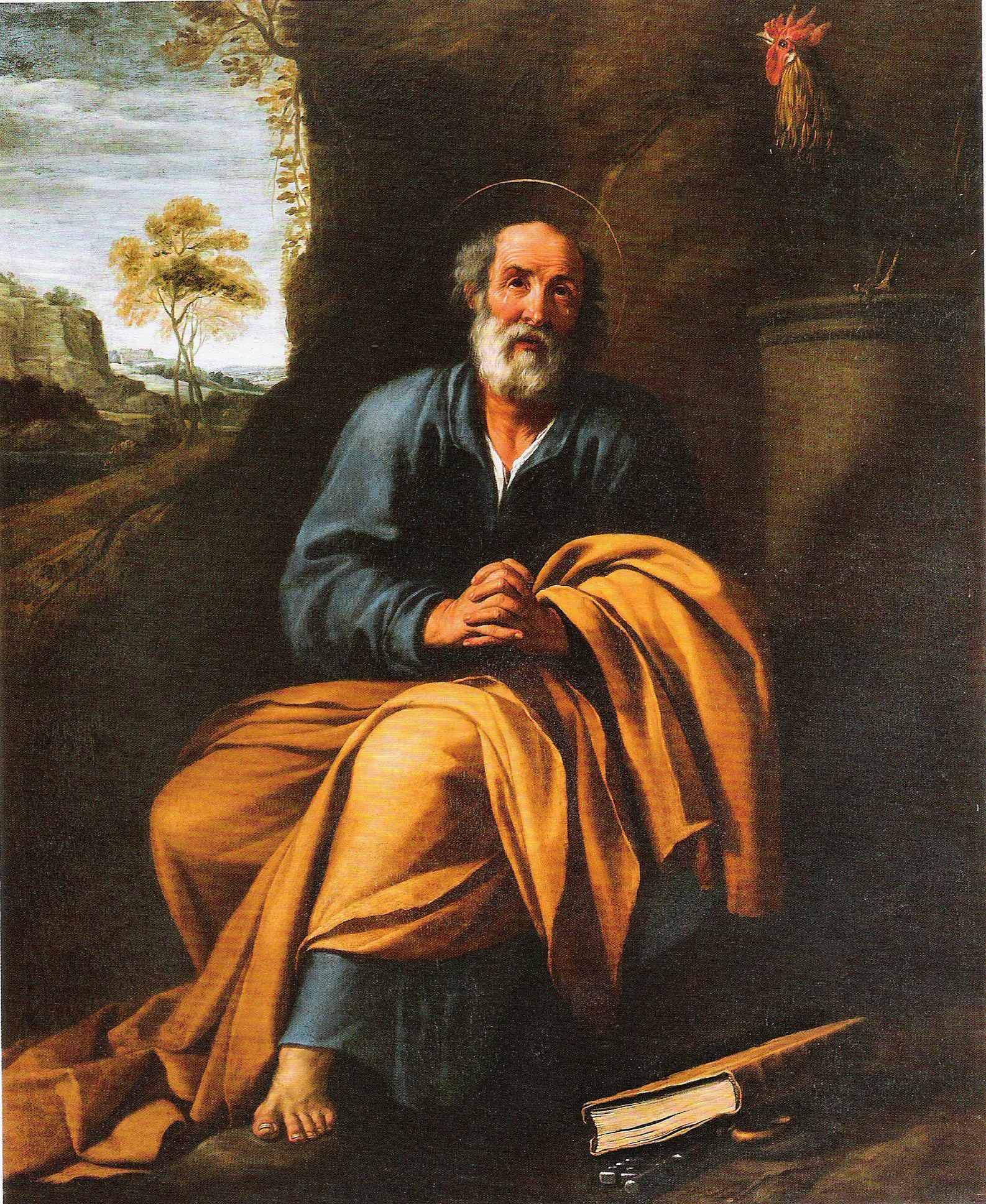
Juan van der Hamen y León, Saint Pierre pénitent, 87,3 × 130,8 cm, huile sur toile, 1625, Monastère de l'Incarnation de Madrid.
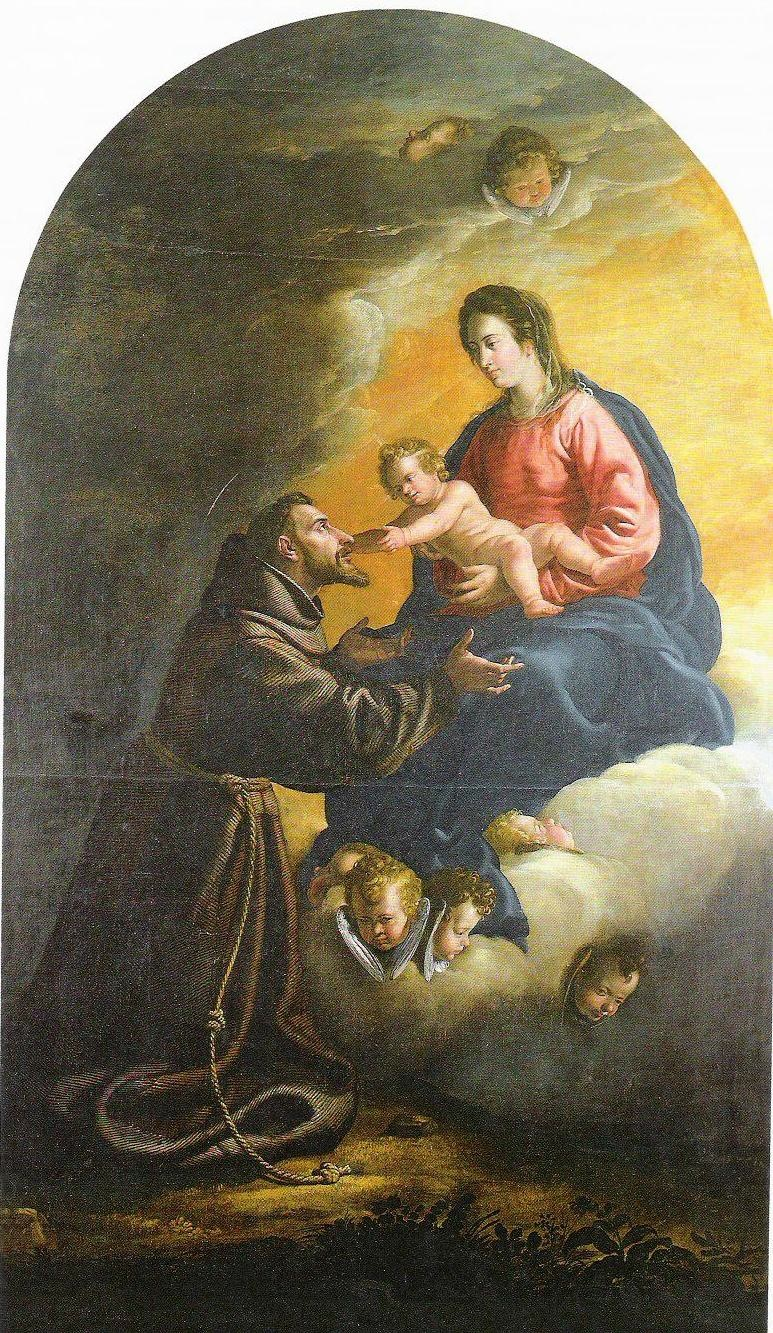
Juan van der Hamen y León, La Vierge présente l'enfant Jésus à saint François, 236 × 138 cm, huile sur toile, cabinet d'avocats Blondeau et Associés à Paris.
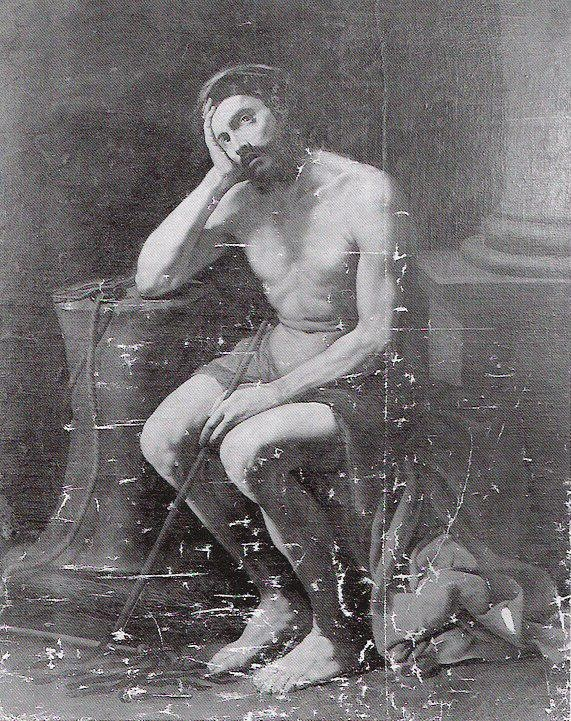
Juan van der Hamen y León, Jésus au pilier, 165 × 132 cm, huile sur toile, collection privée.

### Paysages

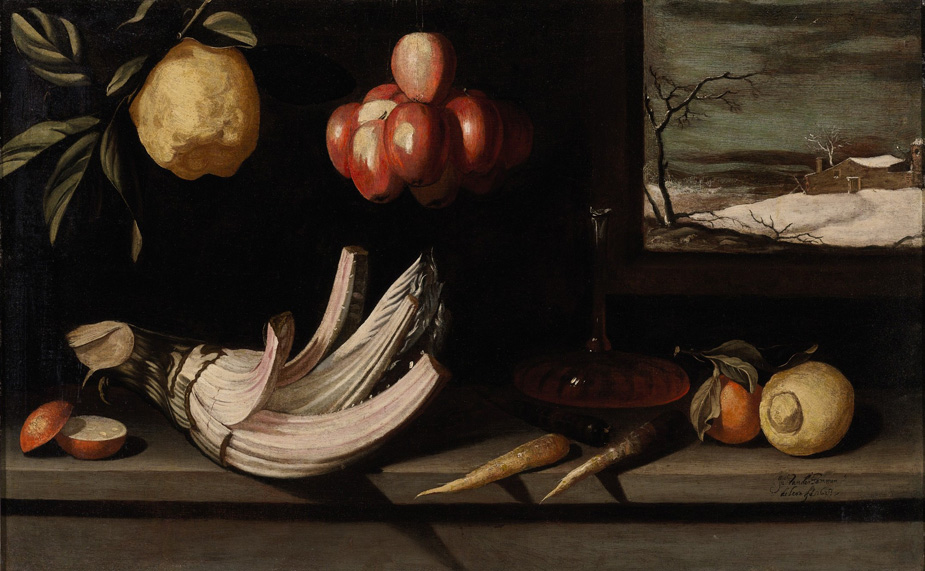
Juan van der Hamen y León, Nature morte avec cardon et un paysage d'hiver,, huile sur toile, 1623, Madrid.

Juan van der Hamen y León a peint certaines des premières peintures de paysages autonomes en Espagne à la fin des années 1620, mais celles-ci n'ont pas survécu. Lors de l'estimation de son atelier après sa mort, 22 paysages ont été répertoriés, dont certains n'étaient pas terminés. Ils avaient des formats assez petits de 21 ou 28 centimètres, cinq d'entre eux étaient ronds.
Dans certaines de ses natures mortes, on peut déjà discerner un tournant vers le paysage, comme dans la Nature morte avec un cardon et un paysage d'hiver ou dans les deux Nature morte avec un bol de fruits, des oiseaux et une vue d'une fenêtre. De ceux-ci, l'apparition possible de ses peintures indépendantes de ce genre est déduite. Les Guirlandes avec paysage se rapprochent le plus des paysages indépendants. Ils montrent tous deux un style de peinture léger et vivant dans les parties intactes de l'image, ce qui crée un effet atmosphérique. Les deux montrent également que van der Hamen maîtrisait différents types de paysage : un paysage nordique dans la peinture du Hood Museum of Art du Dartmouth College, tandis que la peinture des musées de Meadows de la Southern Methodist University montre un paysage plus classique. Avec ces paysages, Juan van der Hamen se rapproche de ceux de Francisco Collantes, qui débuta le genre à peu près à la même époque, et de ceux de son ami Pedro Núñez del Valle. En dehors de cela, les arrière-plans de ses peintures d'histoire ont également été utilisés pour tirer des conclusions sur les paysages indépendants. Ainsi, Jean-Baptiste en prière, Jean-Baptiste et Saint Pierre repentant montrent chacun des paysages atmosphériques très différents qui ont été exécutés relativement librement.
Lors de son mariage en 1639, María van der Hamen y León possédait encore 13 des peintures de paysage de son père. Un paysage était en la possession de Juan María Forno, l'intendant de Giovanni Battista Crescenzi en 1638, et douze autres figuraient dans l'inventaire de la collection de Gregorio Guión en 1642. Aujourd'hui, on ne connaît plus de paysages autonomes de van der Hamen.

## Réception critique

### Héritage artistique
Après la mort de Juan van der Hamen y León, il a dû y avoir une activité supplémentaire dans son atelier de la Calle de Fuentes pendant un certain temps. Sinon, l'existence d'un grand nombre de natures mortes qui s'inscrivaient clairement dans sa tradition et utilisaient les mêmes modèles ne pouvait être expliquée. La figure la plus importante dans ce contexte est Antonio Ponce (en), qui avait été formé par van der Hamen et marié dans sa famille. Il a créé un grand nombre de natures mortes qui se réfèrent très directement aux modèles de van der Hamen et imitent largement son style. Ce faisant, il n'atteint pas la virtuosité de son maître, ses fleurs, par exemple, n'apparaissent pas aussi vives. Une série d'images mensuelles dans lesquelles apparaissent un grand nombre de motifs de Juan van der Hamen en est particulièrement caractéristique. Dans sa Nature morte avec des boîtes de bonbons et un plateau de fruits, Ponce fait clairement référence aux Boîtes et pots de bonbons (de). Selon Jordan, cette référence très directe dans un grand nombre d'ouvrages indique que Ponce avait peu d'originalité ou n'avait qu'à s'émanciper de son maître et de son atelier au fil du temps.
Il existe également trois autres natures mortes qui pourraient avoir été réalisées par Francisco van der Hamen y León, le fils de Juan van der Hamen. Après son mariage à l'âge de 18 ans en 1634, il reprend les dessins préliminaires de son père. Le style et la composition diffèrent grandement des images mensuelles de Ponce. Les natures mortes sont conçues de manière symétrique et montrent des fruits suspendus. Ils s'inscrivent dans la tradition des œuvres de Juan van der Hamen, mais ne s'en rapprochent pas dans l'exécution. Cependant, comme aucune peinture signée de Francisco van der Hamen y León n'est connue, l'hypothèse de sa paternité ne peut être confirmée.
Il y a aussi trois peintures qui ont été créées par un artiste inconnu et qui ont ajouté deux allégories à van der Hamen. Ils ne sont pas similaires stylistiquement et compositionnellement, mais reprennent l'impression de ces œuvres. Cependant, l'artiste a copié la figure de Vertumne dans son Allégorie de l'été. Dans l'ensemble, ces œuvres sont plus proches du style de Pierre Paul Rubens.

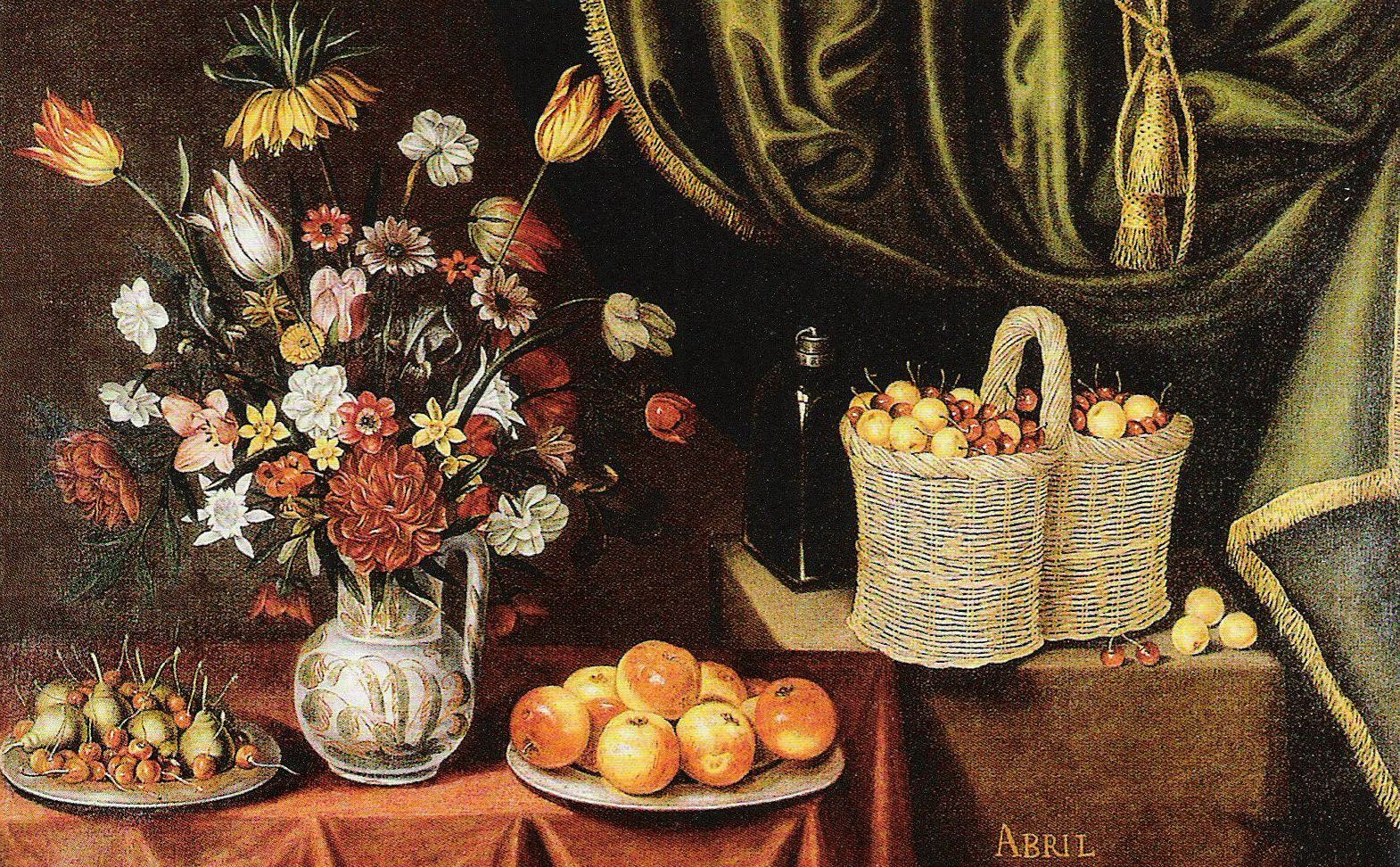
Antonio Ponce (en), Le mois d'avril, collection privée.
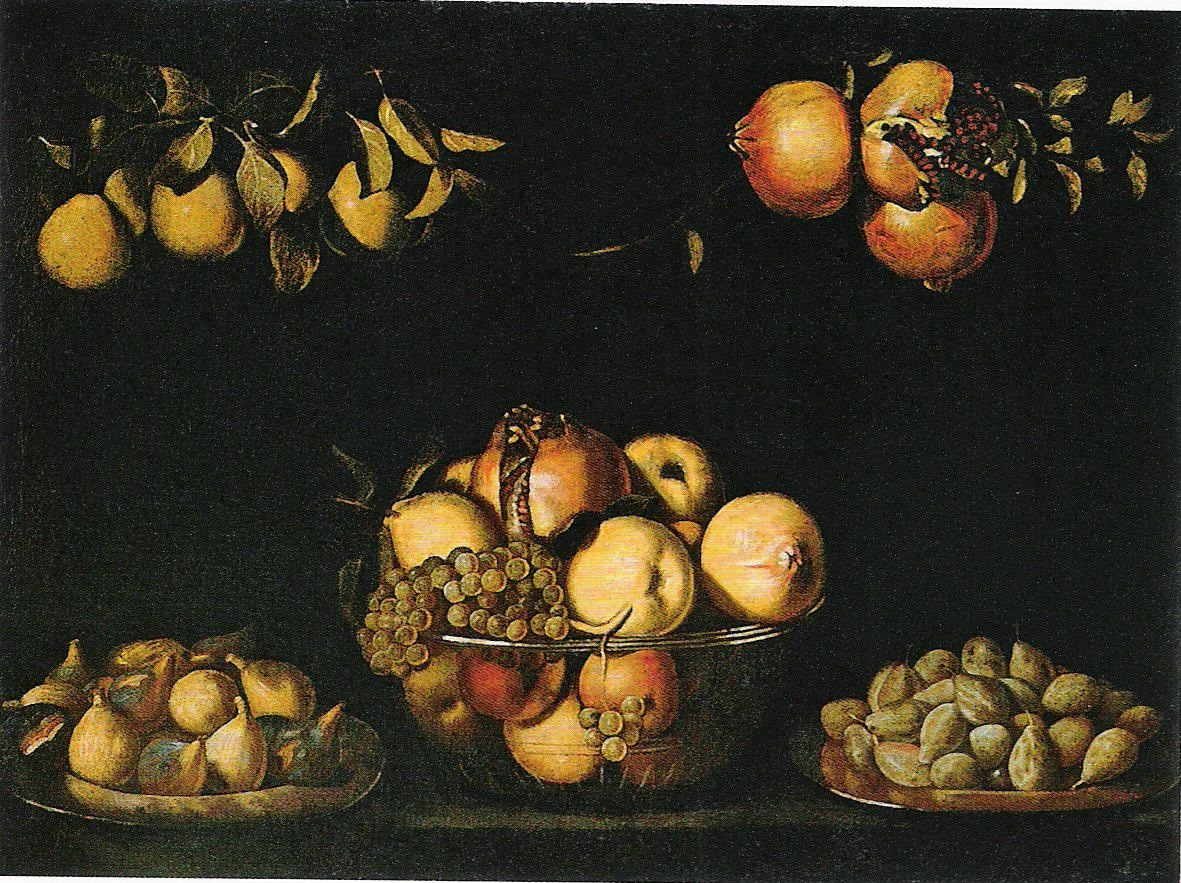
Francisco van der Hamen y León (?), Nature morte avec un bol de fruits en verre et des fruits suspendus, 72 × 97,5 cm, huile sur toile, collection privée.

### Critique contemporaine
Juan Pérez de Montalbán a écrit de Juan van der Hamen y León dans son œuvre de 1632 Para todos : « Juan van der Hamen y León était parmi les peintres les plus célèbres de notre siècle, car dans ses dessins, peintures et œuvres narratives, il a dépassé la maturité elle-même. Et parallèlement à la singularité de son art, il a écrit des vers exceptionnels qui ont démontré l'interrelation entre la peinture et la poésie. Il est mort très jeune, mais d'après les fruits qu'il a laissés derrière lui, ainsi que les portraits et les grandes toiles, nous pouvons conclure que s'il vivait, il serait le plus grand peintre espagnol. » Parmi les personnages importants à la Cour de Madrid décrits par Montalbán, Juan van der Hamen y León est le seul peintre de cette sélection. D'autres auteurs tels que Luis de Góngora, Gabriel Bocángel, Lope de Vega et son frère Lorenzo van der Hamen y León ont également loué les capacités artistiques de van der Hamen.
Le théoricien de l'art Francisco Pacheco del Río a cité Juan van der Hamen y León dans son œuvre de 1649 Arte de la Pintura comme un exemple de peintres d'excellentes natures mortes de fleurs et de fruits. Il écrit : « J'ai aussi essayé cet exercice et celui de peindre des fleurs et je ne trouve pas cela très difficile. Juan van der Hamen les a extrêmement bien peints, et il a encore mieux peint les bonbons, avec lesquels il a surpassé les figures et les portraits qu'il a faits avec cette peinture, ce qui, à son grand mécontentement, lui a valu une plus grande renommée. » Ce mécontentement de van der Hamen remonte à l'équation de l'objet peint et du modèle réel et au mépris de ce genre dans la plupart des écrits théoriques sur l'art. Cependant, une référence à la légende de Zeuxis pourrait également être établie. En jugeant les natures mortes, Vicente Carducho et Rodrigo de Holanda (de) attachaient une grande importance au recours à l'antiquité en plus de l'imitation de la nature. Dans ce contexte, Van der Hamen était considéré comme le peintre qui a introduit l'art ancien des natures mortes dans l'ère moderne, sans abandonner la notion antique d'ekphrasis.

## Historique des recherches
Pendant longtemps, les informations connues sur Juan van der Hamen y León reposaient principalement sur le travail de Julio Cavestany de Anduaga (es), qui a organisé la première grande et importante exposition espagnole de natures mortes, Floreros y bodegones en la pintura española, en 1935. La publication éditée à l'occasion de cette exposition et publiée seulement en 1940 à la suite de la guerre civile espagnole a fait autorité jusque dans les années 1960. En 1962, José López Navío (es) publie l'inventaire de la collection du Marquis de Leganés, dans lequel il fournit également de plus amples informations sur van der Hamen y León en tant que portraitiste et peintre de natures mortes. En 1965, les peintures religieuses de van der Hamen y León ont également été rendues accessibles au public et à la recherche lorsque le Patrimonio Nacional a ouvert le monastère de l'Incarnation. Le fait qu'il y existe des œuvres de van der Hamen a déjà été publié en 1917 par Elías Tormo.
L'historien de l'art William B. Jordan s'est beaucoup occupé de Juan van der Hamen y León depuis les années 1960. Sa thèse en deux volumes de 1967 était une première monographie sur ce peintre, mais n'est disponible que dans quelques grandes bibliothèques d'art,. Dans ce document, Jordan a nommé pour la première fois le type de composition en trois étapes. Il a également évalué de nouveaux documents d'archives tels que la succession de van der Hamen et des documents relatifs à la garde de ses enfants à l'Archivo de Protocolos de Madrid (es), ses documents de mariage dans les archives de l'archevêque de Madrid et des documents relatifs à sa position à la cour aux Archives générales de Simancas et les Archives du palais royal de Madrid. En outre, Jordan a trouvé des documents généalogiques sur Lorenzo, le frère de Jan van der Hamen, dans les archives du palais de l'archevêque de Grenade, qui contenaient également des informations sur les autres membres de la famille. Jordan a ainsi pu présenter pour la première fois une biographie complète et fiable de van der Hamen. En conséquence, il entreprit plusieurs séjours en Espagne dans le but de soumettre une autre monographie, qu'il ne termina cependant pas. Cependant, il a pu transmettre ses conclusions actualisées dans les catalogues Spanish Still Life in the Golden Age 1600-1650 (Fort Worth, musée d'Art Kimbell, 1985) et Spanish Still Life from Velázquez to Goya (Londres, National Gallery, 1995). Jordan a organisé la première exposition monographique sur l'artiste, Juan van der Hamen y León et la cour de Madrid, qui a été présentée à Madrid et à Dallas en 2005 et 2006. Dans ce document, le travail de van der Hamen y León en tant que peintre d'histoire et portraitiste a été juxtaposé avec des natures mortes sur un pied d'égalité pour la première fois. Jordan a également présenté quelques œuvres qui pourraient potentiellement lui être attribuées. Le catalogue publié à l'occasion de cette exposition est la monographie la plus récente sur Juan van der Hamen y León. William B. Jordan a poursuivi le projet d'un catalogue raisonné de Juan van der Hamen y León jusqu'à sa mort.